# Liste der Stolpersteine in Berlin-Kreuzberg

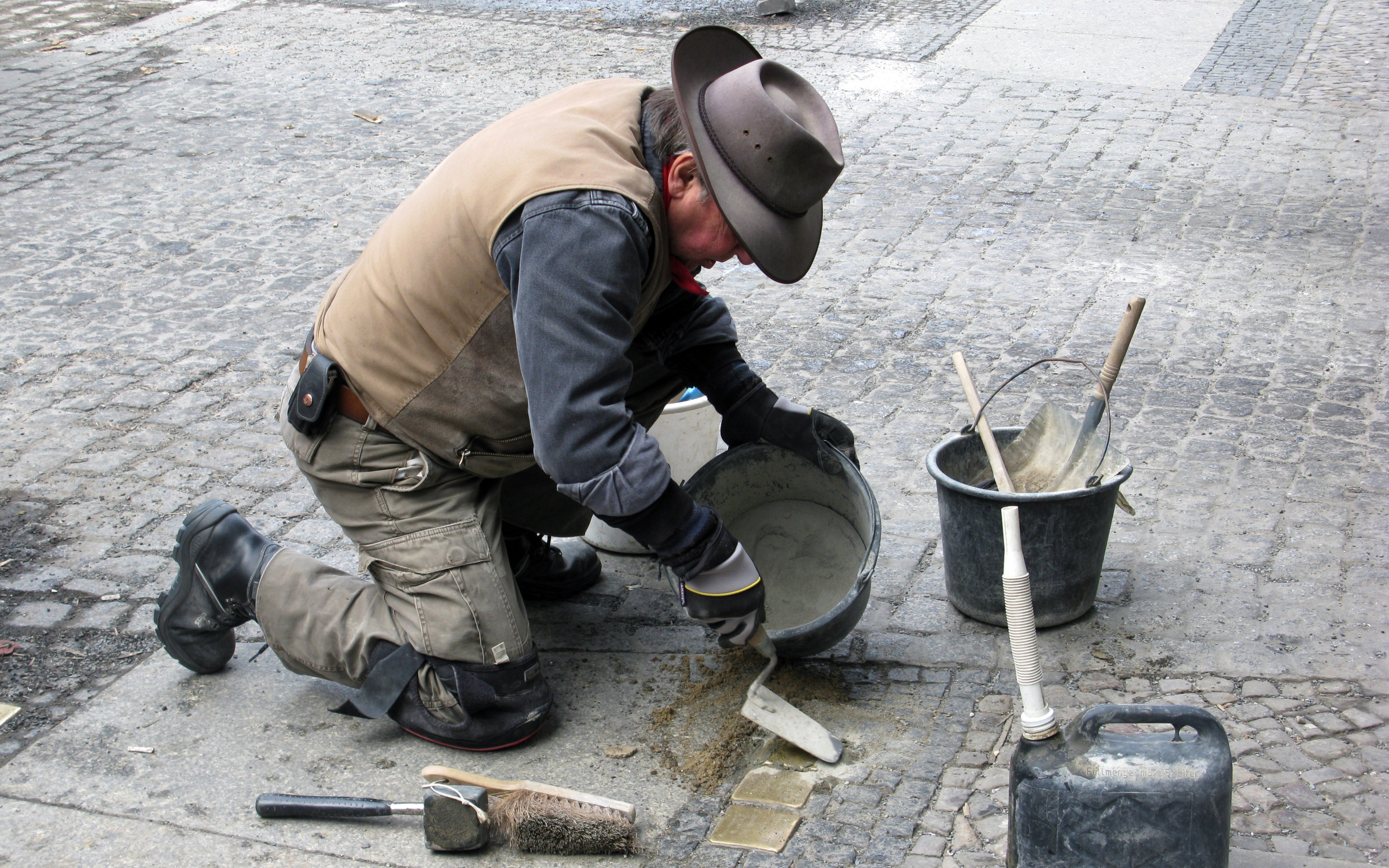
Neuverlegung des Stolpersteins für Walter Schaefer in der Graefestraße, 28. März 2013

Die Liste der Stolpersteine in Berlin-Kreuzberg enthält die Stolpersteine im Berliner Ortsteil Kreuzberg im Bezirk Friedrichshain-Kreuzberg. Sie ist nach Nachnamen sortiert und listet Namen, Standorte und, soweit bekannt, Informationen über den Geehrten.
Im Mai/Juni 1996 verlegte Gunter Demnig im Rahmen der NGBK-Ausstellung Künstler forschen nach Auschwitz ohne Genehmigung die ersten 51 Berliner Stolpersteine im Gebiet der Oranienstraße und Dresdener Straße. Der erste dieser Steine und damit auch der überhaupt erste Berliner Stolperstein war der für Lina Friedemann vor dem Eingang Oranienstraße 158. Erst drei Monate später befasste sich aufgrund von Bauarbeiten am Moritzplatz das Kreuzberger Tiefbauamt mit den Stolpersteinen; nachträglich wurden die Verlegungen legalisiert.
Das mit dieser einmaligen Verlegungsaktion zunächst eingestellte Projekt wurde erst wieder aufgenommen, nachdem der in Südafrika lebende Enkel eines aus der Naunynstraße verschleppten Ehepaares zufällig auf 1996 verlegte Kreuzberger Stolpersteine gestoßen war und dann die Verlegung von Steinen für seine Großeltern initiierte. Nach längeren Bemühungen wurden diese Steine für das Ehepaar Robinski im Juli 2000 verlegt und bildeten den Beginn der neuen Phase des Projekts. Die Koordination übernahm zunächst das KreuzbergMuseum in Zusammenarbeit mit der NGBK.
Im September 2000 wurde die Zahl der Stolpersteine mit 57 angegeben; Ende 2002 waren es in Kreuzberg bereits über 230 und Ende 2012 über 450. Im Jahr 2013 kamen 14 weitere Stolpersteine hinzu, im Jahr 2014 wurden 30 und 2015 insgesamt 27 neue Stolpersteine verlegt. Zusammen mit den bisher im Jahr 2025 verlegten Steinen liegen nunmehr 753 Stolpersteine in Kreuzberg. Der am 19. November 2008 in der Johanniterstraße verlegte Stein für Hermann Silberstein war der 2000. Stolperstein in Berlin.
Ebenfalls von Kreuzberg ging 2005 die Initiative für eine berlinweite Koordinierungsstelle Stolpersteine aus. Die zunächst in von der Gedenkstätte Deutscher Widerstand überlassenen Büroräumen arbeitende und vom KreuzbergMuseum und lokalen Initiativen aus Berlin-Mitte unterhaltene Koordinierungsstelle ging Ende 2007 in die Trägerschaft der Bezirksämter Mitte und Friedrichshain-Kreuzberg über. Seit 2012 wird die Koordinierungsstelle vom Verein Aktives Museum Faschismus und Widerstand in Berlin mit Senatsgeldern betrieben.
| Bild | Person                                                            | Verlegeort                                       |  | Verlegedatum  | Information |
| ---- | ----------------------------------------------------------------- | ------------------------------------------------ |  | ------------- | --- |
|      | Joseph Abraham                                                    | Manteuffelstraße 21                              |  | 4. Apr. 2022  | Joseph Abraham, geboren am 11. April 1884 in Posen, Tapezierer; heiratete 1929 Rosa Kiwi (s. u.); 1939 Zwangsumzug in die Köpenicker Straße 25a; am 3. März 1943, mit dem 33. Osttransport nach Auschwitz deportiert, zwei Tage nach seiner Frau Rosa. |
|      | Rosa Abraham                                                      | Manteuffelstraße 21                              |  | 19. Aug. 2006 | Rosa Abraham, geborene Kiwi, geboren am 29. Mai 1896 in Obersitzko; verheiratet mit dem Tapezierer Joseph Abraham (s. o.); handelte mit Berufsbekleidung; zuletzt wohnhaft in der Köpenicker Straße 25a; am 1. März 1943 mit dem 31. Osttransport nach Auschwitz deportiert; ihr Mann Joseph wurde zwei Tage später ebenfalls deportiert. |
|      | Gerhard Alexander                                                 | Prinzenstraße 40                                 |  | 17. Nov. 2009 | Gerhard Alexander, geboren am 3. Juli 1893 in Stargard in Pommern; Kaufmann; wohnte zuletzt in der Prinzenstraße 42; am 2. März 1943 mit dem 32. Osttransport nach Auschwitz deportiert. Stolperstein verlegt und eingeweiht am 17. November 2009. |
|      | Miriam Ancer                                                      | Skalitzer Straße 115                             |  | 20. März 2007 | Miriam Ancer, geboren am 31. März 1926 in Berlin als Tochter von Rajna Ancer (geboren in Kalisch) und Max Bornstein; nach dem Tod ihrer Mutter im Alter von nur 23 Jahren am 30. Januar 1928 im Krankenhaus der Jüdischen Gemeinde lebte sie bei ihren Großeltern mütterlicherseits, Salomon und Rosa Ancer, in der Skalitzer Straße 117; ihr Großvater Salomon Ancer war dort seit Anfang der 1920er Jahre als Textilkaufmann tätig, im selben Haus lebte auch ihr Vater Max Bornstein und arbeitete als Schuster (Schäftestepper); Schicksal des Vaters nach 1930 unbekannt (möglicherweise verstorben); die Großeltern wurden 1938 als polnische Juden ausgewiesen, die Großmutter aber im Mai 1939 zur Volkszählung wieder zusammen mit Miriam in der Skalitzer Straße 117 erfasst; Miriam kam danach in ein jüdisches Kinderheim und zuletzt lebte sie im Baruch Auerbachschen Waisenhaus in der Schönhauser Allee 162; von dort am 19. Oktober 1942 mit dem 21. Osttransport nach Riga deportiert und, wie die Mehrzahl der Deportierten, nach der Ankunft erschossen. |
|      | Charlotte Arnhelm                                                 | Hornstraße 23                                    |  |               | Charlotte Arnhelm, geboren am 21. Dezember 1892 im hinterpommerschen Bad Polzin; drei Geschwister: Jenny (* 21. Oktober 1888, verheiratete Stein), Gertrud (* 1. August 1898) und Max; die drei Schwestern zogen nach Berlin; bis 1943 verzeichnete das Adressbuch Charlotte und Gertrud Arnhelm als Bewohnerinnen der Wartenburgstraße 3; dann wurden alle drei Schwestern in eine beengte Einzimmerwohnung im Judenhaus Hornstraße 23 einquartiert; der ursprüngliche Beruf von Charlotte Arnhelm ist unbekannt; Zwangsarbeit bei verschiedenen Berliner Unternehmen, zuletzt bei Siemens & Halske; wahrscheinlich während der Fabrikaktion Ende Februar 1943 direkt am Arbeitsplatz festgenommen; mit dem 31. Osttransport am 1. März 1943 nach Auschwitz deportiert und dort verstorben |
|      | Gertrud Arnhelm                                                   | Hornstraße 23                                    |  |               | Gertrud Arnhelm, geboren am 1. August 1898 in Bad Polzin; wie ihre Schwester Charlotte – zu biografischen Angaben bis 1943 siehe dort – unverheiratet; unbekannter Beruf; Zwangsarbeit bei den Siemens-Schuckertwerken; der letzte Wohnort der drei Arnhelm-Schwestern, das Judenhaus Hornstraße 23, gehörte bis 1941 Margarete Mannheim, sie wählte am 2. September 1942 den Freitod; Gertrud Arnhelm wurde vermutlich im Verlauf der Fabrikaktion Ende Februar 1943 unmittelbar am Arbeitsplatz verhaftet; am 1. März 1943 mit dem 31. Osttransport ins KZ Auschwitz deportiert und dort umgekommen |
|      | Charlotte Arnsfeld                                                | Geibelstraße 1                                   |  | 26. Okt. 2010 | Stolperstein eingeweiht am 9. Dezember 2010 |
|      | Max Arnsfeld                                                      | Geibelstraße 1                                   |  | 26. Okt. 2010 | Stolperstein eingeweiht am 9. Dezember 2010 |
|      | Gertrud Aron                                                      | Dieffenbachstraße 70                             |  |               | |
|      | Ruth Aron                                                         | Wassertorstraße 1                                |  |               | |
|      | Siegbert Aron                                                     | Wassertorstraße 1                                |  |               | |
|      | Gertrud Aronheim                                                  | Obentrautstraße 54                               |  | 9. Mai 2025   | [ 27 ] |
|      | Berthold Ascher                                                   | Johanniterstraße 21 (gegenüberliegende Seite)    |  | 19. Nov. 2008 | Ehemann von Lilly Ascher; wohnte Planufer 26 (Haus existiert nicht mehr) bei Herbert Weinberg; Stolperstein eingeweiht am 26. November 2008. |
|      | Lilly Ascher                                                      | Johanniterstraße 21 (gegenüberliegende Seite)    |  | 19. Nov. 2008 | Schwester von Herbert Weinberg; wohnte Planufer 26 (Haus existiert nicht mehr) bei ihrem Bruder; Stolperstein eingeweiht am 26. November 2008. |
|      | Else Auerbach                                                     | Alexandrinenstraße 15                            |  | 20. Feb. 2019 | |
|      | Bernhard Badasch                                                  | Yorckstraße 11                                   |  | 6. Okt. 2020  | |
|      | Henriette Badasch                                                 | Yorckstraße 11                                   |  | 6. Okt. 2020  | |
|      | Marion Susanne Badasch                                            | Yorckstraße 11                                   |  | 6. Okt. 2020  | |
|      | Charlotte Badrian                                                 | Prinzenstraße 98 (Ecke Wassertorstraße)          |  | 11. Mai 2011  | Frühere Adresse: Wassertorstraße 20. |
|      | Fanny Badrian                                                     | Prinzenstraße 98 (Ecke Wassertorstraße)          |  | 11. Mai 2011  | Frühere Adresse: Wassertorstraße 20. |
|      | Max Badrian                                                       | Prinzenstraße 98 (Ecke Wassertorstraße)          |  | 11. Mai 2011  | Frühere Adresse: Wassertorstraße 20. |
|      | Johanna Baer                                                      | Dudenstraße 32A                                  |  | 26. Sep. 2006 | |
|      | Julie Baer                                                        | Lausitzer Platz 12A                              |  |               | |
|      | Gustav Bähne                                                      | Naunynstraße 19                                  |  |               | |
|      | Henriette Baier                                                   | Naunynstraße 35                                  |  | Juni 2009     | |
|      | Ella Alice Bamberg                                                | Wilhelmstraße 2                                  |  | 19. März 2018 | |
|      | Ernst Bamberg                                                     | Wilhelmstraße 2                                  |  | 19. März 2018 | |
|      | Gustav Bamberg                                                    | Wilhelmstraße 2                                  |  | 19. März 2018 | |
|      | Paul Hans Bamberg                                                 | Wilhelmstraße 2                                  |  | 19. März 2018 | |
|      | Richard Barnack                                                   | Friesenstraße 18                                 |  |               | |
|      | Gustav Basse                                                      | Kohlfurter Straße 20 (Ecke Admiralstraße)        |  | 19. Nov. 2008 | |
|      | Hedwig Bauermeister                                               | Bevernstraße 3                                   |  |               | |
|      | Paul Bauke                                                        | Markgrafenstraße 87                              |  | 11. Feb. 2016 | |
|      | Jettel Becker                                                     | Dieffenbachstraße 30                             |  |               | |
|      | Else Behrendt                                                     | Friedrichstraße 217                              |  | 7. Okt. 2020  | |
|      | Auguste Bendheim                                                  | Skalitzer Straße 32                              |  |               | |
|      | Margot Bendheim                                                   | Skalitzer Straße 32                              |  |               | |
|      | Ralph Bendheim                                                    | Skalitzer Straße 32                              |  |               | |
|      | Alfons Berger                                                     | Oranienstraße 175                                |  |               | |
|      | Hans Berger                                                       | Mariannenstraße 34                               |  | 7. Mai 2001   | |
|      | Hedwig Berger                                                     | Mittenwalder Straße 19                           |  |               | |
|      | Margarete Berger                                                  | Oranienstraße 175                                |  |               | |
|      | Anna Bergmann                                                     | Liegnitzer Straße 4                              |  |               | |
|      | Denny Berlin                                                      | Böckhstraße 49                                   |  | 23. März 2017 | |
|      | Horst Berlin                                                      | Böckhstraße 49                                   |  | 23. März 2017 | |
|      | Regina Ruth Berlin                                                | Böckhstraße 49                                   |  | 23. März 2017 | |
|      | Sally Berlin                                                      | Böckhstraße 49                                   |  | 23. März 2017 | |
|      | Paul Bernstein                                                    | Charlottenstraße 87                              |  | 21. Juli 2012 | |
|      | Bertha Birnbaum                                                   | Waldemarstraße 23                                |  | 23. März 2021 | |
|      | Charlotte Birnbaum                                                | Oranienstraße 207                                |  |               | |
|      | Doris Birnbaum                                                    | Oranienstraße 207                                |  |               | |
|      | Edith Birnbaum                                                    | Wilhelmstraße 15                                 |  | 6. Apr. 2022  | |
|      | Elli Blau                                                         | Kottbusser Damm 5                                |  | 6. Apr. 2022  | (Auszug) … Seit 1914 lebten Selma Fichtmüller geborene Blau und Elli Blau im Haus Kottbusser Damm 5. Beide Frauen waren berufstätig: Selma verdiente ihren Lebensunterhalt als Buchhalterin, Elli war Prokuristin. Mit der schrittweisen Entrechtung und Verfolgung von Juden und Jüdinnen seit 1933 begannen Zwangsmaßnahmen. Um sich einer drohenden Deportation zu entziehen, entschlossen sich die Schwestern zum Selbstmord: Sie wurden am 5. September 1942 in ihrer Wohnung tot aufgefunden. Selma Fichtmüller und Elli Blau wurden auf dem Jüdischen Friedhof in Berlin-Weißensee beigesetzt. |
|      | Pessa Paulina Blech                                               | Manteuffelstraße 49                              |  | 19. Aug. 2006 | |
|      | Manfred Blum                                                      | Mariannenstraße 23                               |  |               | |
|      | Pesse Blumberg                                                    | Segitzdamm 12                                    |  | 13. Sep. 2009 | |
|      | Clara Boas                                                        | Böckhstraße 49                                   |  |               | |
|      | Helene Boas                                                       | Böckhstraße 49                                   |  |               | |
|      | Hertha Boas                                                       | Böckhstraße 49                                   |  |               | |
|      | Felix Bobek                                                       | Wilhelmstraße 24                                 |  | 27. März 2010 | |
|      | Alice Bock                                                        | Hallesche Straße 1                               |  | Juni 2009     | Ein erster Stein für Alice Bock wurde hier wohl bereits am 7. Mai 2001 verlegt und kam später abhanden. |
|      | Wilhelm Böttcher                                                  | Bergmannstraße 22                                |  | 18. März 2011 | |
|      | Tauba Bötzel                                                      | Wrangelstraße 9                                  |  |               | |
|      | Ferdinand Bogen                                                   | Fontanepromenade 16                              |  | 11. März 2024 | |
|      | Johanna Bogen                                                     | Fontanepromenade 16                              |  | 11. März 2024 | |
|      | Joseph Boholle                                                    | Alte Jakobstraße 134                             |  | 8. Okt. 2023  | (Auszug) … Josef Bohinge Boholle wurde 1880 in Kribi, Kamerun geboren. 1896 kam er als Teilnehmer der Berliner Kolonialausstellung nach Berlin. Nach der Ausstellung begann Josef eine Ausbildung bei einem Bernsteinmeister in Danzig (Gdansk) und ließ sich anschließend in Berlin nieder. Hier arbeitete er als Zimmermann. Er und seine Partnerin Stephanie heirateten 1909 … (weitere Info: Stefanie Boholle) |
|      | Stefanie Boholle                                                  | Alte Jakobstraße 134                             |  | 8. Okt. 2023  | (Auszug) … In Bromberg wurden Cornelis und Josefa van der Want im November 1944 von der Gestapo wegen „Abhörens von feindlichen Sendern“ verhaftet. Möglicherweise waren aber ihre sogenannte „Mischehe“ und Cornelis Verbindungen zu Widerstandsgruppen ausschlaggebend. Beide kamen ins Konzentrationslager Stutthof. Wenige Wochen später wurde auch Stephanie verhaftet, sie überlebte nicht. |
|      | Dorothea Bolte                                                    | Oranienplatz 15                                  |  | 4. Apr. 2025  | [ 32 ] |
|      | Rolf Brandt                                                       | Dieffenbachstraße 45                             |  |               | |
|      | Berl Braun                                                        | Köpenicker Straße 27                             |  | 5. Mai 2024   | |
|      | Gustav Braun                                                      | Prinzenstraße 96                                 |  | 5. Mai 2024   | |
|      | Philipp Braunhart                                                 | Eisenbahnstraße 36                               |  | 7. Okt. 2020  | |
|      | Else Breit                                                        | Schönleinstraße 28                               |  | 16. Nov. 2015 | |
|      | Max Breit                                                         | Schönleinstraße 28                               |  | 23. Juni 2015 | |
|      | Meta Breit                                                        | Schönleinstraße 28                               |  | 23. Juni 2015 | |
|      | Walter Breit                                                      | Schönleinstraße 28                               |  | 16. Nov. 2015 | |
|      | Zilla Breit                                                       | Schönleinstraße 28                               |  | 16. Nov. 2015 | |
|      | Martin Brieger                                                    | Dieffenbachstraße 49                             |  |               | |
|      | Ella Broschwitz                                                   | Reichenberger Straße 84                          |  |               | |
|      | Paula Budde                                                       | Friedrichstraße 11                               |  |               | |
|      | Paula Budnick                                                     | Adalbertstraße 87                                |  |               | |
|      | Adolf Bukofzer                                                    | Oranienstraße 120                                |  |               | |
|      | Anna Bukofzer                                                     | Oranienstraße 120                                |  |               | |
|      | Isidor Bukofzer                                                   | Graefestraße 3                                   |  |               | |
|      | Jenny Bukofzer                                                    | Graefestraße 3                                   |  |               | |
|      | Auguste Marie Burchardt                                           | Kreuzbergstraße 25                               |  |               | |
|      | Cilly Burg                                                        | Sebastianstraße 79                               |  | 2. Dez. 2005  | |
|      | Hella Burg                                                        | Sebastianstraße 79                               |  | 2. Dez. 2005  | |
|      | Isaak Ber Burg                                                    | Sebastianstraße 79                               |  | 2. Dez. 2005  | |
|      | Peppi Burg                                                        | Sebastianstraße 79                               |  | 2. Dez. 2005  | |
|      | Sabina Burg                                                       | Sebastianstraße 79                               |  | 2. Dez. 2005  | |
|      | Salla Burg                                                        | Sebastianstraße 79                               |  | 2. Dez. 2005  | |
|      | Taube Warech Burg                                                 | Sebastianstraße 79                               |  | 2. Dez. 2005  | Ehefrau von Isaak Ber Burg, geborene Warech |
|      | Willi Otto Büttner                                                | Reichenberger Straße 184                         |  |               | |
|      | Willy Cahn                                                        | Hornstraße 19                                    |  | 17. Mai 2006  | |
|      | Alexander Caro                                                    | Feilnerstraße 3A                                 |  |               | |
|      | Alfred Caro                                                       | Feilnerstraße 3A                                 |  |               | |
|      | Bertha Caro                                                       | Feilnerstraße 3A                                 |  |               | |
|      | Gertrud Caro                                                      | Feilnerstraße 3A                                 |  |               | |
|      | Gittel Caro                                                       | Feilnerstraße 3A                                 |  |               | |
|      | Ilse Charmatz                                                     | Fontanepromenade 10                              |  | 12. Nov. 2016 | |
|      | Flora Ciercierski                                                 | Segitzdamm 8                                     |  | 13. Sep. 2009 | |
|      | Bella Cohn                                                        | Skalitzer Straße 6                               |  | 8. Sep. 2022  | |
|      | Justus Cohn                                                       | Skalitzer Straße 6                               |  | 8. Sep. 2022  | |
|      | Manfred Cohn                                                      | Skalitzer Straße 6                               |  | 8. Sep. 2022  | |
|      | Benno Cohn                                                        | Reichenberger Straße 120                         |  | 7. Mai 2001   | |
|      | Bertha Cohn                                                       | Reichenberger Straße 120                         |  | 7. Mai 2001   | |
|      | Emma Cohn                                                         | Kreuzbergstraße 2–3                              |  |               | |
|      | Frida Cohn                                                        | Oranienstraße 34                                 |  |               | |
|      | Georg Cohn                                                        | Oranienstraße 34                                 |  |               | |
|      | Hans Cohn                                                         | Alte Jakobstraße 28                              |  |               | |
|      | Hedwig Cohn                                                       | Ritterstraße 55                                  |  | 17. Mai 2018  | |
|      | Hermann Cohn                                                      | Kreuzbergstraße 2–3                              |  |               | |
|      | Hertha Cohn                                                       | Blücherstraße 61B                                |  |               | |
|      | Hugo Cohn                                                         | Waldemarstraße 40                                |  | 10. Okt. 2011 | |
|      | Leo Cohn                                                          | Ritterstraße 55                                  |  | 17. Mai 2018  | |
|      | Luise Cohn                                                        | Blücherstraße 61B                                |  |               | |
|      | Philipp Cohn                                                      | Blücherstraße 61B                                |  |               | |
|      | Rosa Cohn                                                         | Stallschreiberstraße 43                          |  | 22. März 2014 | Der erste Stein für Rosa Cohn wurde an dieser Adresse bereits vor 2003 verlegt. Er kam Mitte der 2000er Jahre bei Straßenbauarbeiten abhanden. Am 22. März 2014 wurde ein neuer Stein verlegt. |
|      | Siegbert Cohn                                                     | Blücherstraße 61B                                |  |               | |
|      | Ewald Coper                                                       | Fraenkelufer 40                                  |  | 4. Apr. 2022  | |
|      | Heinz Coper                                                       | Fraenkelufer 40                                  |  | 4. Apr. 2022  | [ 33 ] |
|      | Minna Coper                                                       | Fraenkelufer 40                                  |  | 4. Apr. 2022  | |
|      | Ruth Coper                                                        | Fraenkelufer 40                                  |  | 4. Apr. 2022  | |
|      | Jacob Coper                                                       | Boppstraße 2                                     |  |               | |
|      | Paul Cramer                                                       | Tempelhofer Ufer 34                              |  | 12. Juni 2024 | (Auszug...) Paul Cramer kam 1882 in Frankfurt am Main in einer jüdischen Familie zur Welt, die 1891 nach Berlin übersiedelte. Er erlernte den Beruf des Kaufmanns und heiratete. 1902 kam ein Sohn zur Welt. Paul Cramer nahm am Ersten Weltkrieg teil. Nach Kriegsende gründete er eine Besteck- und Stahlwarenfabrik in Berlin-Lichterfelde. 1921 starb seine Ehefrau. 1925 heiratete er Elfriede Göbel und eine Tochter kam zu Welt... Am 31. Mai 1934 wurde er von der Gestapo wegen „Betruges und Meineids“ verhaftet. Vermutlich wurden Paul Cramer die finanziellen Betrügereien eines Geschäftspartners angelastet. Da seine Frau „Arierin“ war, wurde auf sie Druck ausgeübt, sich von ihrem Mann scheiden zu lassen. Paul Cramer war in den folgenden 22 Monaten in den Gefängnissen Moabit, Plötzensee und Tegel inhaftiert. Zu einem Prozess und einer Verurteilung ist es in dieser Zeit nicht gekommen. Am 28. März 1936 wurde er aus der Haft entlassen. Danach war er in einem sehr schlechten seelischen und körperlichen Zustand. Als am 10. Dezember 1938 die Gestapo in die Wohnung kam, um ihn erneut zu verhaften, nahm sich Paul Cramer das Leben. |
|      | Ernestine Cronheim                                                | Dieffenbachstraße 49                             |  |               | |
|      | Alfred Danziger                                                   | Reichenberger Straße 72a                         |  | 23. Juni 2015 | |
|      | Hannchen Danziger                                                 | Oranienstraße 173                                |  |               | |
|      | Jakob Danziger                                                    | Reichenberger Straße 72a                         |  | 23. Juni 2015 | |
|      | Marie Danziger                                                    | Reichenberger Straße 72a                         |  | 23. Juni 2015 | |
|      | Gertrud Davidsohn                                                 | Großbeerenstraße 1                               |  | 26. Okt. 2010 | |
|      | Julius Davidsohn                                                  | Großbeerenstraße 1                               |  | 26. Okt. 2010 | |
|      | Auguste Deckelmann                                                | Pücklerstraße 39 / 40                            |  |               | |
|      | Alex Deutsch                                                      | Blücherstraße 61B                                |  |               | |
|      | Denny Deutsch                                                     | Blücherstraße 61B                                |  |               | |
|      | Edith Deutsch                                                     | Prinzenstraße 32/33                              |  | 20. Mai 2008  | |
|      | Erwin Deutsch                                                     | Prinzenstraße 32/33                              |  | 20. Mai 2008  | |
|      | Thea Deutsch                                                      | Blücherstraße 61B                                |  |               | |
|      | Cäcilie Dobrin                                                    | Dresdener Straße 15                              |  |               | |
|      | Willy Dobrin                                                      | Dresdener Straße 15                              |  |               | |
|      | Maria Doering                                                     | Jakobikirchstraße 1                              |  | 7. Mai 2024   | [ 35 ] |
|      | Anna Donat                                                        | Böckhstraße 53                                   |  |               | |
|      | Erna Donat                                                        | Böckhstraße 53                                   |  |               | |
|      | Fritz Dubinsky                                                    | Manteuffelstraße 28                              |  | 31. Aug. 2023 | (Auszug)… Fritz Dubinsky war homosexuell. Bereits 1932 und 1935 waren aufgrund seiner sexuellen Orientierung gegen ihn Verfahren wegen des Verstoßes gegen den § 175 anhängig gewesen. Fritz Dubinsky wurde Ende der 1930er Jahre die Liebe zum Verhängnis. Er wurde im März 1939 festgenommen und im Juli 1939 zu einer Strafe von einem Jahr Gefängnis verurteilt, die er in Tegel verbüßte. Nach der Haftentlassung im Mai 1940 zog Fritz Dubinsky zu seiner Mutter nach Friedrichshain und musste als Wachmann in einem Zwangsarbeiterlager in Berlin-Grunewald arbeiten. Er kam Anfang November 1944 in Untersuchungshaft nach Moabit. Dort verstarb er am 3. Januar 1945 im Alter von 37 Jahren an einer Sepsis. |
|      | Lothar Ebel                                                       | Freiligrathstraße 4                              |  | 28. Aug. 2021 | |
|      | Abraham Edelstein                                                 | Oranienstraße 198                                |  |               | |
|      | Bertha Edelstein                                                  | Oranienstraße 198                                |  |               | |
|      | Erna Edelstein                                                    | Oranienstraße 198                                |  |               | |
|      | Günter Edelstein                                                  | Oranienstraße 198                                |  |               | |
|      | Leopold Ehrlich                                                   | Monumentenstraße 23                              |  | 26. Apr. 2014 | |
|      | Martha Ehrlich                                                    | Monumentenstraße 23                              |  | 26. Apr. 2014 | |
|      | Gertrud Eiseck                                                    | Yorckstraße 11                                   |  | 11. Feb. 2016 | |
|      | Hans Albert Eiseck                                                | Yorckstraße 11                                   |  | 11. Feb. 2016 | |
|      | Ida Eiseck                                                        | Yorckstraße 11                                   |  | 11. Feb. 2016 | |
|      | Berl Eisenstaedt (beschriftet als Eisenstädt)                     | Erkelenzdamm 9                                   |  | 28. März 2013 | |
|      | Käte Eisenstaedt (beschriftet als Eisenstädt)                     | Erkelenzdamm 9                                   |  | 28. März 2013 | |
|      | Kurt Eisenstaedt                                                  | Erkelenzdamm 9                                   |  | 28. März 2013 | |
|      | Selma Eisner                                                      | Wiener Straße 16                                 |  |               | |
|      | Hedwig Engel                                                      | Bergmannstraße 30                                |  | 16. Nov. 2015 | |
|      | Lotte Epstein                                                     | Wrangelstraße 18                                 |  | 17. Nov. 2009 | |
|      | Siegfried Epstein                                                 | Wrangelstraße 18                                 |  | 17. Nov. 2009 | |
|      | Isaak Eisner                                                      | Luckauer Straße 13                               |  | 20. Nov. 2021 | |
|      | Marie Auguste Ewert                                               | Hallesches Ufer 26                               |  |               | |
|      | Frida Fabian                                                      | Reichenberger Straße 86                          |  | 8. Okt. 2023  | [ 37 ] |
|      | Hildegard Fabian                                                  | Reichenberger Straße 86                          |  | 8. Okt. 2023  | [ 38 ] |
|      | Kurt Fabian                                                       | Reichenberger Straße 86                          |  | 8. Okt. 2023  | [ 39 ] |
|      | Sally Fabian                                                      | Reichenberger Straße 86                          |  | 8. Okt. 2023  | (Auszug)… Sally Fabian (* 1872 in Neustettin / Pommern) studierte in Würzburg Medizin, ließ sich dann in Berlin nieder und gründete 1908 in der Reichenberger Straße 86 eine eigene Praxis. Im selben Jahr heirateten er und Frida Simon (* 1886 in Dresden). Das Ehepaar bekam zwei Kinder: Kurt (* 1909) und Hildegard (* 1913). Dr. Sally Fabian und seine Frau Frida flohen 1934 nach Frankreich und folgten ihrem Sohn 1935 nach Brasilien. 1946 siedelten Sally und Frida Fabian zu ihrer Tochter nach Glencoe, einem Vorort der US-Metropole Chicago über, wo Dr. Sally Fabian 1948 starb. Seine Frau Frida kehrte 1964 nach Berlin zurück und starb dort ein Jahr später. |
|      | Erna Falkenburg                                                   | Manteuffelstraße 5                               |  | 19. Nov. 2008 | |
|      | Ferdinand Falkenburg                                              | Manteuffelstraße 5                               |  | 19. Nov. 2008 | |
|      | Heinz Falkenburg                                                  | Manteuffelstraße 5                               |  | 19. Nov. 2008 | |
|      | Ilse Wally Fammy                                                  | Waldemarstraße 70 (gegenüberliegende Seite)      |  |               | wohnte Waldemarstraße 63 (heute Waldemarstraße 86) |
|      | Elsa Fass                                                         | Schlesische Straße 20                            |  |               | |
|      | Ernestine Feblowicz                                               | Schlesische Straße 44                            |  |               | |
|      | Moritz Feblowicz                                                  | Schlesische Straße 44                            |  |               | |
|      | Recha Feibel                                                      | Lachmannstraße 4                                 |  |               | |
|      | Selma Feige                                                       | Fontanepromenade 2                               |  |               | geboren am 3. Juli 1876 in Posen als Selma Asch; wohnte Fontanepromenade 2; Invalidenrentnerin; Deportation am 1. November 1941 mit dem 4. Osttransport ins Getto Litzmannstadt; Unterkunft in Alexanderhofstraße 47/54; am 9. Mai 1942 ins Vernichtungslager Kulmhof verbracht und dort ermordet. |
|      | Heinrich Feilchenfeld                                             | Oranienstraße 119                                |  | 26. Okt. 2010 | |
|      | Hermann Feldmann                                                  | Luckauer Straße 5                                |  |               | |
|      | Hertha Feldmann                                                   | Luckauer Straße 5                                |  |               | |
|      | Selma Fichtmüller                                                 | Kottbusser Damm 5                                |  | 6. Apr. 2022  | (Auszug) … Seit 1914 lebten Selma Fichtmüller geborene Blau und Elli Blau im Haus Kottbusser Damm 5. Beide Frauen waren berufstätig: Selma verdiente ihren Lebensunterhalt als Buchhalterin, Elli war Prokuristin. Mit der schrittweisen Entrechtung und Verfolgung von Juden und Jüdinnen seit 1933 begannen Zwangsmaßnahmen. Um sich einer drohenden Deportation zu entziehen, entschlossen sich die Schwestern zum Selbstmord: Sie wurden am 5. September 1942 in ihrer Wohnung tot aufgefunden. Selma Fichtmüller und Elli Blau wurden auf dem Jüdischen Friedhof in Berlin-Weißensee beigesetzt. |
|      | Else Findeklee                                                    | Wassertorstraße 22                               |  |               | |
|      | Willi Fischer                                                     | Tempelherrenstraße 8A                            |  | 10. Dez. 2007 | |
|      | Bertha Flatow                                                     | Naunynstraße 37                                  |  |               | |
|      | Georg Fleischer                                                   | Manteuffelstraße 21                              |  | 19. Nov. 2008 | Georg Fleischer wurde am 28. April 1889 in Berlin geboren und war von Beruf Werkzeugmacher. Seit 1914 war er verheiratet mit Emma Fleischer, geb. Lobitz. 1916 trat er in die SPD ein, später in die USPD und um 1919 in die KPD. Er war Betriebsratsmitglied in der Schallplatten AG Carl Lindström in Berlin und Gewerkschaftsfunktionär in verschiedenen Berliner Großbetrieben, seit 1936 arbeitete er bei der Siemens Apparate und Maschinen GmbH in Berlin-Marienfelde, zuletzt als Revisor. Es entstand ein Kreis Gleichgesinnter und 1943 ein Kontakt zur Saefkow-Jacob-Bästlein-Organisation. Nach einer privaten Auseinandersetzung denunzierte ihn sein Nachbar. Die Gestapo nahm ihn im Mai 1944 fest. Der Volksgerichtshof unter Vorsitz von Roland Freisler verurteilte ihn wegen „defätistischer Zersetzung“ zum Tode. Am 14. August 1944 wurde Georg Fleischer im Zuchthaus Brandenburg-Görden hingerichtet. Fleischers Name steht auch auf einer 1947 zum Tag der Opfer des Faschismus enthüllten Gedenktafel, die im 1. Stock des früheren Rathauses Kreuzberg in der Yorckstraße 4 zu sehen ist. |
|      | Norma Fleischer                                                   | Reichenberger Straße 181                         |  | 16. Nov. 2015 | |
|      | Julius Friede                                                     | Mehringdamm 88                                   |  | 17. Mai 2006  | |
|      | Lina Friedemann                                                   | Oranienstraße 158                                |  | 1996          | Der erste in Berlin verlegte Stolperstein |
|      | Willy Friedemann                                                  | Oranienstraße 158                                |  | 1996          | |
|      | Charlotte Friedenthal                                             | Prinzenstraße 40                                 |  | 19. Aug. 2006 | |
|      | Hertha Friedländer                                                | Urbanstraße 71                                   |  |               | |
|      | Ilse Friedländer                                                  | Lobeckstraße 43                                  |  |               | |
|      | Ilse Friedrichs                                                   | Segitzdamm 10                                    |  | 26. Apr. 2014 | |
|      | Theodor Friedrichs                                                | Segitzdamm 10                                    |  | 26. Apr. 2014 | |
|      | Dorothea Fromm                                                    | Friedrichstraße 30 (Ecke Besselstraße)           |  | 21. Juli 2012 | |
|      | Max Fromm                                                         | Friedrichstraße 30 (Ecke Besselstraße)           |  | 13. Sep. 2009 | |
|      | Paulina Frommholz                                                 | Kreuzbergstraße 72                               |  |               | Paulina Frommholz, geboren am 30. Mai 1874; lebte mit ihrem Mann, dem Brauereiarbeiter August Frommholz, bereits seit Anfang der 1920er Jahre in der Kreuzbergstraße 72; wegen Nichteinhaltung der Verdunklungsvorschriften wurde Paulina Frommholz 1943 als „gemeingefährlich geisteskrank“ eingestuft und am 12. November 1943 in die Heil- und Pflegeanstalt Obrawalde verlegt; dort wurde sie am 3. Dezember 1943 wahrscheinlich durch Giftinjektion ermordet; als offizielle Todesursache wurde Altersschwäche beurkundet. Am 26. Januar 2010 wurde im Rahmen der Feierstunde zur Übergabe der 2009 aufgefundenen Sterbebücher der Heilanstalt Meseritz-Obrawalde an das Landesarchiv Berlin die Lebensgeschichte von Paulina Frommholz verlesen. |
|      | Else Fuhrmann                                                     | Leuschnerdamm 43                                 |  |               | |
|      | Ernestine Gabriel                                                 | Köpenicker Straße 183                            |  | 11. Mai 2011  | geboren am 28. September 1883 in Rogasen als Ernestine Mode; wohnte Köpenicker Straße 183; als Beruf wird auf der Transportliste Haushalt angegeben; Deportation am 1. November 1941 mit dem 4. Osttransport ins Getto Litzmannstadt; Unterkunft in Blattbindergasse 16/1; am 9. Mai 1942 ins Vernichtungslager Kulmhof verbracht und dort ermordet. |
|      | Paul Gabriel                                                      | Köpenicker Straße 183                            |  | 11. Mai 2011  | geboren am 9. Oktober 1876 in Prenzlau; wohnte Köpenicker Straße 183; Kaufmann; Deportation am 1. November 1941 mit dem 4. Osttransport ins Getto Litzmannstadt; Unterkunft in Blattbindergasse 16/1; am 9. Mai 1942 ins Vernichtungslager Kulmhof verbracht und dort ermordet. |
|      | Margarete Gaebler                                                 | Görlitzer Straße 74                              |  | 7. Aug. 2014  | An dieser Stelle wurde wohl bereits vor 2003 ein Stolperstein für Margarete Gaebler verlegt, der aber im Laufe der 2000er Jahre abhandenkam. Ein neuer Stein wurde am 7. August 2014 verlegt. |
|      | Johanna Gedalje                                                   | Jakobikirchstraße 8                              |  | 7. Mai 2024   | [ 53 ] |
|      | Georg Gerson                                                      | Adalbertstraße 77                                |  |               | |
|      | Klara Gerson                                                      | Adalbertstraße 77                                |  |               | |
|      | Ruth Gerstel                                                      | Gneisenaustraße 4                                |  |               | |
|      | Doris Glückstein                                                  | Wartenburgstraße 16                              |  | 2. Dez. 2005  | |
|      | Adelheid Goldberg                                                 | Köpenicker Straße 29                             |  | 11. Mai 2023  | (Auszug)... Adelheid Josephson wurde am 29. Oktober 1861 in Schwalgendorf in Ostpreußen geboren. Adelheid heiratete 1883 den jüdischen Schneider Jacob Goldberg. Das Ehepaar bekam neun Kinder...Jacob Goldberg verdiente den Lebensunterhalt der Familie als Damenschneider und Adelheid kümmerte sich um den Haushalt und die Kinder. Jacob Goldberg starb 1927. Nach der Machtübergabe an die Nationalsozialisten 1933 wanderten Adelheids Kinder James, Martha und Elsa nach Palästina, England und Bolivien aus. ... Die 81-jährige Adelheid Goldberg wurde am 15. Dezember 1942 nach Theresienstadt deportiert, wo sie noch im Dezember 1942 zu Tode kam. Ihre Tochter Erna wurde im November 1941 nach Riga deportiert und erschossen, Sohn Georg kam im KZ Bergen-Belsen ums Leben. Der Sohn Erich überlebte versteckt in Berlin, die Tochter Hertha wurde im Oktober 1943 in das KZ Ravensbrück verschleppt und überlebte. |
|      | Jacques Goldberg                                                  | Geibelstraße 2A                                  |  | 11. Mai 2023  | (Auszug) ... Jacques Goldberg verdiente den Lebensunterhalt der Familie zunächst als Geschäftsreisender. Seit etwa 1908 war er Redakteur und Mitinhaber der Verlagsbuchhandlung Ebner & Ungerer in der Prinzenstraße, ab 1922 war er außerdem Vertreter von Spinnerei-Erzeugnissen... Jacques Goldberg durfte seine Arbeit als Redakteur bei einer Zeitschrift ab 1934 nicht fortführen, seine Tätigkeit als Handelsvertreter von Spinnerei-Erzeugnissen beendete er 1936. Im September 1939 wurde die Wohnung mit dem größten Teil der Wohnungseinrichtung von der Gestapo beschlagnahmt. Jacques Goldberg musste in der Schmidstraße 3, in der Nähe des Michaelkirchplatzes, bei einer jüdischen Familie ein Zimmer zur Untermiete beziehen. Er wurde am 13. Januar 1942 mit dem „8. Osttransport“ nach Riga deportiert und ermordet. |
|      | Elsa Goldenthal                                                   | Oranienstraße 206                                |  |               | |
|      | Bertha Goldschmidt                                                | Oranienstraße 207                                |  |               | |
|      | Berthold Goldschmidt                                              | Reichenberger Straße 181                         |  | 2. Dez. 2005  | |
|      | Selma Goldschmidt                                                 | Oranienstraße 207                                |  |               | |
|      | Günter Graetz                                                     | Kohlfurter Straße 46                             |  | 12. Juni 2024 | [ 57 ] |
|      | Hertha Graetz                                                     | Kohlfurter Straße 46                             |  | 12. Juni 2024 | (Auszug...) Am 1. August 1933 verließen Hertha und Günter Graetz Berlin und begaben sich nach Amsterdam. Hertha arbeitete dort als Schneiderin, Günter verdiente Geld mit Gelegenheitsarbeiten. Als 1935 ein Arbeitsverbot für Ausländer erlassen wurde, verloren sie ihre Arbeit. Daraufhin emigrierten sie nach Argentinien und ließen sich in Buenos Aires nieder. Im Februar 1945 übersiedelten Mutter und Sohn aufgrund der politischen instabilen Situation in Argentinien nach Montevideo, Uruguay. |
|      | Israel Gran                                                       | Wassertorstraße 22                               |  | 10. Apr. 2024 | (Auszug)...Israel Gran befand sich zuletzt in Wüstegiersdorf, einem Außenlager des KZ Groß-Rosen. Es gehörte zum sogenannten Projekt „Riese“: Im schlesischen Eulengebirge, im heutigen Südwesten Polens, ließen die Nationalsozialisten seit 1944 durch KZ-Häftlinge ausgedehnte Stollensysteme anlegen, die später vermutlich als Quartiere für die militärische Führung dienen sollten. Das Bauvorhaben forderte 5.000 Todesopfer. Unter ihnen war auch Israel Gran. Er wurde am 26. Februar 1945 ermordet. |
|      | Käthe Grell                                                       | Mittenwalder Straße 33                           |  | 28. März 2013 | |
|      | Georg Gross                                                       | Schlesische Straße 20                            |  | 15. Okt. 2014 | |
|      | Lutz Grünstein                                                    | Graefestraße 69/70                               |  |               | |
|      | Elsa Grünwald                                                     | Moritzstraße 18                                  |  |               | |
|      | Josef Grünwald                                                    | Moritzstraße 18                                  |  |               | |
|      | Ewald Gumpert                                                     | Oranienstraße 187                                |  |               | |
|      | Georg Gumpert                                                     | Oranienstraße 187                                |  |               | |
|      | Irene Gumpert                                                     | Oranienstraße 187                                |  |               | |
|      | Kurt Gumpert                                                      | Oranienstraße 187                                |  |               | |
|      | Rosa Günsberg                                                     | Friedrichstraße 40                               |  | 8. Dez. 2006  | Der aktuelle Stolperstein wurde am 8. Dezember 2006 verlegt. Allerdings lag hier bereits vorher, der Stolpersteinliste von 2002 zufolge, ein falsch beschrifteter Stolperstein für „Susanna Grünberg geb. Poik“. |
|      | Blima Gutmann (falsch beschriftet als Lina Gutmann)               | Skalitzer Straße 141a                            |  |               | in Auschwitz ermordet |
|      | Thea Gutmann                                                      | Skalitzer Straße 141a                            |  |               | |
|      | Helmut Guttmann                                                   | Reichenberger Straße 151                         |  | 23. Juni 2015 | Helmut Guttmann wurde am 5. Juni 1908 in Schmalleningken, Kreis Ragnit geboren. Er war Schlosser. Mit seiner Frau Olga, geboren am 24. August 1904 in Berlin als Kestel, hatte er einen Sohn Leiser (geboren am 27. November 1941 in Berlin). Am 19. April 1943 wurde die Familie mit dem 37. Osttransport nach Auschwitz deportiert, wo Olga und Leiser vermutlich sofort in der Gaskammer ermordet wurden. Helmut Guttmann wurde in Auschwitz III zur Zwangsarbeit eingeteilt. Am 26. Januar 1945 wurde er aus Auschwitz ins KZ Buchenwald evakuiert, das Lager wurde am 11. April 1945 von der U.S. Army befreit. Im Jahr 1947 emigrierte Guttmann in die USA. Dort heiratete er in zweiter Ehe Priscilla Harris und hatte einen Sohn, Robert Bernard Guttmann (1951–2004), und eine Tochter Trudie. Helmut Guttmann lebte in Tallahassee, Florida, arbeitete dort bei der Textilienkette Gilberg’s und starb 1961 bei einem Besuch seiner Eltern in Montréal. Helmut Guttmanns Eltern, Abraham Guttmann (1874–1963) und Taube Guttmann, geb. Berlowitz (1879–1967), konnten 1939 nach Kanada flüchten und lebten in Montréal. Von Helmuts fünf Geschwistern überlebten vier den Holocaust: Noah lebte ebenfalls in Montréal, Sally (Steven Godwin) in London und später in Florida, und Heinz (Henry) emigrierte nach Lusaka, Nordrhodesien und lebte später in England. Die Schwester Dorothea emigrierte 1939 mit ihren Eltern nach Kanada, lebte später in New York und starb 2003 in Zürich; ein Teil ihres Nachlasses befindet sich im Leo Baeck Institute. Helmuts Schwester Gertrud (1905–1943) wurde in Auschwitz ermordet. |
|      | Leiser Guttmann                                                   | Reichenberger Straße 151                         |  | 23. Juni 2015 | |
|      | Olga Guttmann                                                     | Reichenberger Straße 151                         |  | 23. Juni 2015 | |
|      | Amalie Haase                                                      | Kohlfurter Straße 20 (Ecke Admiralstraße)        |  | 2002          | |
|      | Ernst Hahn                                                        | Besselstraße 49                                  |  | 2. Dez. 2017  | |
|      | Gerda Hahn                                                        | Besselstraße 49                                  |  | 2. Dez. 2017  | |
|      | Günther Hahn                                                      | Besselstraße 49                                  |  | 2. Dez. 2017  | |
|      | Inge Erika Hahn                                                   | Obentrautstraße 54                               |  | 9. Mai 2025   | [ 27 ] |
|      | Lilli Hahn                                                        | Obentrautstraße 54                               |  | 9. Mai 2025   | [ 27 ] |
|      | Paul Hahn                                                         | Obentrautstraße 54                               |  | 9. Mai 2025   | [ 27 ] |
|      | Ruth Hahn                                                         | Besselstraße 49                                  |  | 2. Dez. 2017  | |
|      | Leo Hamburger                                                     | Willibald-Alexis-Straße 26                       |  | 28. März 2013 | Leo Hamburger, geboren am 12. November 1882 (1881?) in Frankfurt/Oder; war Kaufmann, arbeitete dann Ende der 1930er Jahre als Kellner; am 12. März 1943 mit dem 36. Osttransport nach Auschwitz deportiert und dort ermordet. |
|      | Marie Hamburger                                                   | Köpenicker Straße 28                             |  |               | |
|      | Max Hamburger                                                     | Köpenicker Straße 28                             |  |               | |
|      | Alex Hammerschmidt                                                | Fraenkelufer 40                                  |  | 28. Aug. 2021 | |
|      | Helene Hammerschmidt                                              | Fraenkelufer 40                                  |  | 28. Aug. 2021 | |
|      | Ursula Hanauer                                                    | Dresdener Straße 15                              |  |               | |
|      | Alma Hanff                                                        | Alte Jakobstraße 140                             |  | 6. Apr. 2022  | |
|      | Dolly Hanff                                                       | Alte Jakobstraße 140                             |  | 6. Apr. 2022  | |
|      | Gustav Hanff                                                      | Alte Jakobstraße 140                             |  | 6. Apr. 2022  | |
|      | Max Hanff                                                         | Alte Jakobstraße 140                             |  | 6. Apr. 2022  | |
|      | Antonie Hanff                                                     | Willibald-Alexis-Straße 39                       |  | 26. Apr. 2014 | |
|      | Günther Hanff                                                     | Willibald-Alexis-Straße 39                       |  | 26. Apr. 2014 | |
|      | Martha Hanff                                                      | Willibald-Alexis-Straße 39                       |  |               | |
|      | Martin Hanff                                                      | Willibald-Alexis-Straße 39                       |  | 26. Apr. 2014 | |
|      | Albert Hartmann                                                   | Geibelstraße 2                                   |  | 8. Sep. 2022  | |
|      | Arthur Hartmann                                                   | Geibelstraße 2                                   |  | 8. Sep. 2022  | |
|      | Fanny Hartmann                                                    | Geibelstraße 2                                   |  | 8. Sep. 2022  | |
|      | Elsbeth Haupts                                                    | Baerwaldstraße 11                                |  |               | |
|      | Amalie Heimann                                                    | Görlitzer Straße 42                              |  | 7. Okt. 2020  | |
|      | Charlotte Heimann                                                 | Görlitzer Straße 42                              |  | 7. Okt. 2020  | |
|      | Toni Heimann                                                      | Görlitzer Straße 42                              |  | 7. Okt. 2020  | |
|      | Hedwig Heimann                                                    | Muskauer Straße 8                                |  |               | |
|      | Benjamin Helfer                                                   | Schlesische Straße 25 A (Ecke Heckmannufer)      |  |               | Benjamin (Benno) Helfer, geboren am 10. März 1910 in Hamburg, von dort am 25. Oktober 1941 ins Getto Litzmannstadt deportiert. Ein weiterer Stolperstein für Helfer liegt in Hamburg in der Hartungstraße. |
|      | Rudolf Helmer                                                     | Böckhstraße 5                                    |  | 12. Juli 2019 | |
|      | Karl Helmholz                                                     | Dudenstraße 10                                   |  | 7. Juni 2013  | |
|      | Frieda Henschke                                                   | Böckhstraße 53                                   |  |               | |
|      | Regina Henschke                                                   | Böckhstraße 53                                   |  |               | |
|      | Hedwig Hermann                                                    | Muskauer Straße 16                               |  |               | |
|      | Leonie Herrmann                                                   | Kommandantenstraße 56                            |  | 22. März 2014 | |
|      | Benno Herschberg                                                  | Prinzenstraße 87                                 |  | 5. Okt. 2021  | |
|      | Ella Herschberg                                                   | Prinzenstraße 87                                 |  | 5. Okt. 2021  | |
|      | Erna Herschberg                                                   | Prinzenstraße 87                                 |  | 5. Okt. 2021  | |
|      | Eva Herschberg                                                    | Prinzenstraße 87                                 |  | 5. Okt. 2021  | |
|      | Herbert Heuer                                                     | Kohlfurter Straße 20 (Ecke Admiralstraße)        |  | 14. Juni 2018 | |
|      | Charlotte Heymann                                                 | Forster Straße 36                                |  | 28. Aug. 2021 | |
|      | Franziska Heymann                                                 | Prinzenstraße 97                                 |  |               | |
|      | Georgine Heymann                                                  | Hallesche Straße 20                              |  |               | |
|      | Leo Heymann                                                       | Forster Straße 36                                |  | 28. Aug. 2021 | |
|      | Therese Heymann                                                   | Möckernstraße 65                                 |  | 10. Apr. 2024 | (Auszug)...Die verwitwete Mutter von fünf Kindern verdiente ihren Lebensunterhalt nun als Pflegerin. Um 1931 zog sie in das Haus Möckernstraße 65, ihrem letzten freiwillig gewählten Wohnort. ...Sie wurde am 17. August 1942 mit dem sogenannten „1. großen Alterstransport“ ins Konzentrationslager Theresienstadt deportiert, wo sie am 21. November 1943 ums Leben kam. Zwei ihrer fünf Kinder überlebten die Verfolgung: Ein Sohn wurde im Zuge der Pogrome im November 1938 verhaftet und ins Konzentrationslager Buchenwald verschleppt, von dort im Oktober 1942 ins Vernichtungslager Auschwitz deportiert, wo er Zwangsarbeit leisten musste und zu einem unbekannten Zeitpunkt ermordet wurde. |
|      | Margarete Hilbig                                                  | Alte Jakobstraße 124                             |  |               | |
|      | Charlotte Hirsch                                                  | Schleiermacherstraße 11                          |  |               | |
|      | Käthe Hirsch                                                      | Hagelberger Straße 47                            |  | 26. März 2015 | |
|      | Martin Hirsch                                                     | Schleiermacherstraße 11                          |  |               | |
|      | Stella Hirsch                                                     | Reichenberger Straße 49                          |  | 16. Mai 2006  | |
|      | Karl Hirschberg                                                   | Görlitzer Straße 43                              |  | 26. Apr. 2014 | |
|      | Emil Hirschfeld                                                   | Schleiermacherstraße 20                          |  | 16. Feb. 2023 | |
|      | Olga Hirschfeld                                                   | Planufer 92E                                     |  | 28. Aug. 2021 | |
|      | Gustav Hirschler                                                  | Arndtstraße 20                                   |  | 30. Juli 2005 | |
|      | Hermann Hoffmann                                                  | Dieffenbachstraße 49                             |  |               | |
|      | Sofie Hoffmann                                                    | Dieffenbachstraße 49                             |  |               | |
|      | Alfred Hohenstein                                                 | Oranienstraße 206                                |  | 1996          | |
|      | Dieter Hohenstein                                                 | Oranienstraße 206                                |  | 1996          | |
|      | Erna Hohenstein                                                   | Oranienstraße 206                                |  | 1996          | |
|      | Gustav Hohenstein                                                 | Pfuelstraße 6                                    |  | 19. Nov. 2008 | |
|      | Sara Hohenstein                                                   | Pfuelstraße 6                                    |  | 19. Nov. 2008 | |
|      | Emma Holz                                                         | Hagelberger Straße 21                            |  | 26. März 2015 | |
|      | Willi Hopp                                                        | Admiralstraße 14/15                              |  | 2002          | |
|      | Chaim Horn                                                        | Großbeerenstraße 92                              |  | 1. Juli 2010  | |
|      | Machla Horn                                                       | Großbeerenstraße 92                              |  | 1. Juli 2010  | |
|      | Max Horn                                                          | Großbeerenstraße 92                              |  | 1. Juli 2010  | |
|      | Ruth Horn                                                         | Großbeerenstraße 92                              |  | 1. Juli 2010  | |
|      | Paul Jacob Horwitz                                                | Dresdener Straße 15                              |  | 29. Juli 2005 | |
|      | Martha Hurwitz                                                    | Hagelberger Straße 34                            |  |               | |
|      | Amalie Itzig                                                      | Reichenberger Straße 181                         |  | 2. Dez. 2005  | |
|      | Arthur Itzig                                                      | Reichenberger Straße 181                         |  | 2. Dez. 2005  | |
|      | Gerd Itzig                                                        | Reichenberger Straße 181                         |  | 2. Dez. 2005  | |
|      | Gertrud Itzig                                                     | Reichenberger Straße 181                         |  | 2. Dez. 2005  | |
|      | Carl Jachmann                                                     | Großbeerenstraße 5                               |  | 6. Apr. 2022  | Der erste Stolperstein für Carl Jachmann wurde am (Foto des damals verlegten Steins) 6. April 2022 gegen eine korrigierte Fassung ausgetauscht. |
|      | Erich Jacob                                                       | Muskauer Straße 38                               |  |               | |
|      | Dorothea Jacobson                                                 | Kreuzbergstraße 77                               |  |               | |
|      | Richard Jacobson (falsch beschriftet als Jacobsohn)               | Lindenstraße 83                                  |  | 18. Juli 2007 | Richard Jacobson, geboren am 17. Juli 1874 in Crivitz; Kaufmann, geschieden, wohnte zuletzt in der Lindenstraße 84; Er wurde am 3. August 1942 mit dem 35. Alterstransport (I/36) nach Theresienstadt deportiert und ist dort am 1. März 1943 gestorben; als Todesursache wurde eine Lungenentzündung angegeben. |
|      | Anna Jaeckel                                                      | Reichenberger Straße 72a                         |  |               | |
|      | Jeanette Jaffé                                                    | Zossener Straße 28                               |  | 2. Dez. 2005  | |
|      | Martin Jaffé                                                      | Zossener Straße 28                               |  | 2. Dez. 2005  | |
|      | Klara Jakobowitz                                                  | Großbeerenstraße 58                              |  | 12. Nov. 2016 | |
|      | Salomon Jakobowitz                                                | Großbeerenstraße 58                              |  | 12. Nov. 2016 | |
|      | Charlotte Jacobson                                                | Skalitzer Straße 141A                            |  | 6. Apr. 2022  | |
|      | Hans Jacobson                                                     | Skalitzer Straße 141A                            |  | 6. Apr. 2022  | |
|      | Max Jacobson                                                      | Skalitzer Straße 141A                            |  | 6. Apr. 2022  | |
|      | Rudolf Jacobson                                                   | Skalitzer Straße 141A                            |  | 6. Apr. 2022  | |
|      | Selma Jaroczynski                                                 | Lindenstraße 111a                                |  | 18. Juli 2007 | |
|      | Max Jaspis                                                        | Oranienstraße 207                                |  |               | |
|      | Erich Joachimsthal                                                | Fraenkelufer 34                                  |  | 10. Dez. 2007 | |
|      | Manfred Joel                                                      | Oranienstraße 148 (Aufbau Haus Aufgang 1)        |  |               | |
|      | Regina Joel                                                       | Oranienstraße 148 (Aufbau Haus Aufgang 1)        |  |               | Regina Joel, Mädchenname Wachs, geboren am 13. Oktober 1908 in Berlin, hat die Deportation überlebt; illegal gelebt: ab 3. Dezember 1942 bis zur Verhaftung 1944; Inhaftierung 1: 00.00.1944 – 15. April 1945 in KZ Bergen-Belsen; Deportiert ab: Berlin; Deportation 1: 5. Januar 1945, KZ Sachsenhausen; Befreiung in Bergen-Belsen am 15. April 1945; Emigration: 11. Oktober 1949 New York, USA; Todesort: Pennsylvania, USA; Todesdatum: 7. Oktober 2003. Der Stolperstein wurde gemeinsam mit den drei Steinen für die Familie Krieger verlegt. Ein älterer Stolperstein für Regina Joel befand sich bereits ein paar Meter weiter; nach dem Bau des Aufbau Hauses wurden die Steine an leicht veränderter Stelle neu eingesetzt; die beiden Steine für Regina Joel liegen nun direkt nebeneinander. |
|      | Regina Joel                                                       | Oranienstraße 148 (Aufbau Haus Aufgang 1)        |  |               | Der Stolperstein wurde gemeinsam mit den anderen beiden Steinen für die Familie Joel verlegt. Später wurde ein paar Meter weiter ein zweiter Stolperstein für Regina Joel eingesetzt; nach dem Bau des Aufbau Hauses wurden die Steine an leicht veränderter Stelle neu verlegt; die beiden Steine für Regina Joel liegen nun direkt nebeneinander. |
|      | Tana Joel                                                         | Oranienstraße 148 (Aufbau Haus Aufgang 1)        |  |               | |
|      | Dorothea Joffe                                                    | Jakobikirchstraße 8                              |  | 7. Mai 2024   | |
|      | Alice Jonas                                                       | Dresdener Straße 15                              |  | 29. Juli 2005 | |
|      | Anita Jonas                                                       | Mehringdamm 69                                   |  |               | |
|      | Bertha Jonaß                                                      | Dresdener Straße 19                              |  |               | |
|      | Georg Kaminski                                                    | Mariannenstraße 23                               |  |               | |
|      | Jenny Kaminski                                                    | Mariannenstraße 23                               |  |               | |
|      | Judis Kaminski                                                    | Mariannenstraße 23                               |  |               | |
|      | Maria Kampfer                                                     | Schlesische Straße 27                            |  |               | |
|      | Viktoria Kanafa                                                   | Böckhstraße 36                                   |  |               | |
|      | Helene Kaplan                                                     | Lobeckstraße 50                                  |  | 7. Mai 2024   | [ 71 ] |
|      | Hugo Kaplan                                                       | Lobeckstraße 50                                  |  | 7. Mai 2024   | [ 72 ] |
|      | Frida Katschinsky                                                 | Yorckstraße 82                                   |  | 6. Okt. 2020  | |
|      | Johanna Katz                                                      | Bergfriedstraße 11 (Ecke Ritterstraße)           |  | 25. Okt. 2010 | |
|      | Julia Katz                                                        | Skalitzer Straße 131                             |  | 7. Nov. 2014  | Die erste Verlegung der beiden Stolpersteine vor der heutigen Mevlana-Moschee fand am 26. April 2014 in Anwesenheit eines Enkels des Ehepaars Katz statt (Foto des ersten Stolpersteins); die Steine wurden bereits in der Nacht nach der Verlegung entwendet. Am 7. November 2014 wurden neue Steine verlegt. |
|      | Max Katz                                                          | Dieffenbachstraße 45                             |  | 27. März 2010 | Max Katz kam am 15. Mai 1920 in Guxhagen, einer Gemeinde in der Nähe von Kassel, als Sohn des Handelskaufmanns Juda Katz und seiner Ehefrau Ella, geborene Nußbaum, zur Welt. Im darauf folgenden Jahr wurde seine Schwester Sophie geboren. Auf seiner Meldekarte im Archiv des Bürgermeisteramtes der Gemeinde Guxhagen ist vermerkt, dass Max in seinen ersten vierzehn Lebensjahren bei seinen Eltern in der Kleinen Brückenstraße in Guxhagen wohnte. Vermutlich hat er schon als Dreizehnjähriger mitbekommen, dass mit der Machtergreifung der Nazis im ehemaligen Kloster Breitenau, einem Ortsteil von Guxhagen, ein Konzentrationslager eingerichtet wurde. Das Gebäude befindet sich in unmittelbarer Nachbarschaft zu seinem Elternhaus. Auf Fotografien von Guxhagen ist zu sehen, dass schon zu dieser Zeit SA-Männer in Kolonnen durch das Dorf marschierten. Ende 1934 meldet Max sich nach Kirchhain, einen kleinen Ort in Mittelhessen, ab. Will er dort eine Ausbildung absolvieren? Zwei Jahre später kehrt er nach Guxhagen zurück und zieht 1938 nach Kassel in die Schillerstraße. In deren Nachbarschaft wird wenig später ein Sammellager für Juden eingerichtet, die von dort in die Todeslager deportiert wurden. Der Meldekarte ist nicht zu entnehmen, warum er in Kirchhain und Kassel gewohnt und was er dort gemacht hat. Am 7. November 1938 wurde die Synagoge in Kassel geschändet und in Brand gesetzt. Die Synagoge war gerade einmal zehn Fußminuten von seinem Wohnort in Kassel entfernt. Die Schändung der Synagoge in Kassel dürfte ein weiteres einschneidendes Erlebnis gewesen sein. 1939 hat Max wohl von Juli bis Oktober noch einmal in Guxhagen gelebt und ist dann laut Meldekarte 1939 nach Hamburg gezogen. Warum und wie lange er dort gewohnt hat, ist ebenfalls unbekannt. In den Gedenkbüchern ist die Dieffenbachstraße 44/45 als letzte Wohnadresse vermerkt. Am 6. Mai 1941 kurz vor seinem 21sten Geburtstag hat er sich das Leben genommen. Wollte er sich der Deportation entziehen? Im Beisetzungsregister ist als Todesursache „Unfall (von Zug überfahren)“ eingetragen. Seine Mutter Ella war ebenfalls in der Dieffenbachstraße 44-45 gemeldet. Das Haus hatte eine jüdische Eigentümerin. Sind sie von den Nazis zwangsweise vor der Deportation in ein „Judenhaus“ eingewiesen worden? Vor dem Haus befinden jedenfalls sich noch viele weitere Stolpersteine. Max ist auf dem Jüdischen Friedhof in Weißensee begraben. In der Registratur war die Grablage zu erfahren: ein kleines unmarkiertes Feld ohne Grabstein. Seine Mutter ist am 2. Dezember 1941 im jüdischen Krankenhaus in Berlin verstorben und hat ebenfalls ein Grab ohne Grabstein auf dem jüdischen Friedhof in Weißensee, ganz in der Nähe von Max. Die Anmeldung zur Beisetzung erfolgte durch Juda Katz, der zu dieser Zeit mit Sophie in Friedrichshain gemeldet war. Sein Vater Juda Katz und seine Schwester Sophie sind zu Beginn des Jahres 1943 nach Auschwitz deportiert und dort vermutlich ermordet worden. Schüler eines benachbarten Gymnasiums haben den Stolperstein von Max entdeckt, im Unterricht seinen Lebenslauf behandelt und daraufhin beschlossen, das Grab von Max mit einem Grabstein kenntlich zu machen. Sie haben Spenden gesammelt und die Szloma-Albam-Stiftung erfolgreich um Förderungsmittel gebeten. Der Grabstein wurde im Dezember 2018 im Rahmen einer Gedenkstunde durch den Rabbiner Nachama geweiht. Der Chor der Schule hat dazu jiddische Lieder vorgetragen. Von der Gedenkstunde wurde mit einem Filmbeitrag in der Berliner Abendschau berichtet. Im November 2019 sind die Schüler im Rahmen einer Studienreise nach Guxhagen gefahren und haben die Gedenkstätte Breitenau besucht und anschließend in der ehemaligen Synagoge vor Bürgern der Gemeinde Guxhagen den Lebenslauf von Max Katz vorgestellt. Es war ein würdiges Gedenken an Max Katz. |
|      | Moritz Katz                                                       | Skalitzer Straße 131                             |  | 7. Nov. 2014  | Die erste Verlegung der beiden Stolpersteine vor der heutigen Mevlana-Moschee fand am 26. April 2014 in Anwesenheit eines Enkels des Ehepaars Katz statt (Foto des ersten Stolpersteins); die Steine wurden bereits in der Nacht nach der Verlegung entwendet. Am 7. November 2014 wurden neue Steine verlegt. |
|      | Siegbert Katz                                                     | Manteuffelstraße 85                              |  | 26. Apr. 2014 | |
|      | Anna Kaufmann                                                     | Dieffenbachstraße 45                             |  | 7. Mai 2001   | |
|      | Oskar Kaufmann                                                    | Dieffenbachstraße 45                             |  | 7. Mai 2001   | |
|      | Käthe Keil                                                        | Sorauer Straße 9                                 |  |               | |
|      | Sonja Kesten                                                      | Fichtestraße 29                                  |  |               | |
|      | Fanny Kirschbaum                                                  | Skalitzer Straße 46                              |  | 20. Mai 2008  | |
|      | Sally Kirschbaum                                                  | Skalitzer Straße 46                              |  | 20. Mai 2008  | |
|      | Paul Kitt                                                         | Naunynstraße 69                                  |  | 4. Apr. 2022  | |
|      | Else Kleitke                                                      | Kopischstraße 2                                  |  | 30. Juli 2005 | |
|      | Heinz Kluge                                                       | Naunynstraße 31                                  |  |               | |
|      | Rosalie Kluge                                                     | Dresdener Straße 18                              |  | 30. Nov. 2013 | geboren am 20. Juni 1898 in Berlin; wohnte Dresdener Straße 18; Wirtschafterin; Deportation am 1. November 1941 mit dem 4. Osttransport ins Getto Litzmannstadt; Unterkunft in Alexanderhofstraße sowie Kelmstraße 9/17; im Zuge der Auflösung des Gettos am 28. Juni 1944 ins Vernichtungslager Kulmhof verbracht und dort ermordet. |
|      | Erich Knauf                                                       | Dudenstraße 10                                   |  | 15. Okt. 2014 | |
|      | Elise Knebel                                                      | Schleiermacherstraße 15                          |  |               | |
|      | Meta Kochmann                                                     | Kreuzbergstraße 77                               |  | 19. Aug. 2006 | |
|      | Charlotte Kohlmann                                                | Skalitzer Straße 81                              |  |               | |
|      | Elise Kohn                                                        | Bergfriedstraße 6                                |  | 7. Okt. 2020  | |
|      | Gisela Kohn                                                       | Bergfriedstraße 6                                |  | 7. Okt. 2020  | |
|      | Ilse Kohn                                                         | Bergfriedstraße 6                                |  | 4. Apr. 2022  | |
|      | Isidor Kohn                                                       | Bergfriedstraße 6                                |  | 7. Okt. 2020  | |
|      | Paul Kohn                                                         | Großbeerenstraße 1                               |  |               | |
|      | Max Kolsen                                                        | Hornstraße 19                                    |  | 17. Mai 2006  | Max Kolsen, geboren am 12. Oktober 1861 in Schwerin an der Warthe, Freitod am 10. Januar 1942 in Berlin. |
|      | Horst Lothar Koppel                                               | Paul-Lincke-Ufer 41                              |  |               | |
|      | Georg Kotte                                                       | Hornstraße 11                                    |  | 19. Aug. 2006 | Georg Kotte, geboren am 10. Oktober 1888 in Altenburg, gelernter Verlagskaufmann; Arbeit in der Redaktion der Altenburger Zeitung, Teilnahme am Ersten Weltkrieg, bis 1920 in französischer Kriegsgefangenschaft, dann wieder bei der Altenburger Zeitung in der Lokalredaktion; 1928 wechselte er nach Berlin zum Scherl-Verlag, wo er sieben Jahre als Theater- und Konzertrezensent tätig war; mehrjährige Liebesbeziehung mit dem Buchhalter Johannes von W., die beiden zogen zusammen (vorsichtshalber in getrennte Wohnungen) in der Alexandrinenstraße, dann in eine Wohnung mit getrennten Zimmern in Halensee; nach der Trennung Ende 1932 suchte Kotte seine Sexualpartner im Milieu in der Nähe des Tiergartens und führte über seine Bekanntschaften ausführlich Tagebuch; nach seiner Entlassung 1937 musste er von wöchentlich 5,34 RM Erwerbslosenunterstützung leben, die Miete für sein Zimmer in der Hornstraße übernahm das Bezirksamt Kreuzberg; am 14. Oktober 1938 gegen 22 Uhr wurde er am Brandenburger Tor verhaftet, von der Gestapo misshandelt und vom Berliner Landgericht zu drei Jahren Zuchthaus verurteilt; die Revision wurde vom Reichsgericht verworfen und Kotte saß seine Strafe von Oktober 1940 bis August 1943 im Zuchthaus Luckau ab; unmittelbar nach der Entlassung wurde er in Vorbeugehaft genommen und ins KZ Buchenwald überstellt, wo er am 30. Januar 1944 umkam. |
|      | Adolf Kraft                                                       | Oranienstraße 207                                |  |               | |
|      | Meta Krakauer                                                     | Planufer 90                                      |  |               | geboren am 28. Dezember 1873 im oberschlesischen Löwen; Deportation am 1. November 1941 mit dem 4. Osttransport ins Getto Litzmannstadt; Unterkunft in Alexanderhofstraße 47/54; am 9. Mai 1942 ins Vernichtungslager Kulmhof verbracht und dort ermordet. |
|      | Jakob Krieger                                                     | Oranienstraße 148 (Aufbau Haus Aufgang 1)        |  |               | |
|      | Manfred Krieger                                                   | Oranienstraße 148 (Aufbau Haus Aufgang 1)        |  |               | |
|      | Sara Krieger                                                      | Oranienstraße 148 (Aufbau Haus Aufgang 1)        |  |               | |
|      | Rosa Kroch                                                        | Lobeckstraße 45                                  |  | 11. Mai 2023  | (Auszug) ... Richard Kroch Als Richard Kroch 1934 starb, führte zunächst seine Frau Rosa Kroch die Fabrik weiter, bis diese 1939 „arisiert“ wurde. Die Tochter Gerda, in der Firma als Prokuristin tätig, heiratete 1935 den Bankvorsteher Ulrich Simon-Süßmann (* 1893 in Halberstadt). Da er Jude war, wurde er bald entlassen. Rosa Kroch wurde am 6. März 1943, Gerda und Ulrich Simon-Süßmann am 17. Mai 1943 nach Auschwitz deportiert und ermordet. |
|      | Waldemar Kunkel                                                   | Gitschiner Straße 35                             |  |               | |
|      | Auguste Kurzberg                                                  | Fraenkelufer 30                                  |  | 31. Aug. 2023 | (Auszug...) Auguste und Jona Kurzberg wurden am 28. März 1942 mit dem 11. Osttransport nach Piaski deportiert. Der kleine Ort Piaski, 23 km südöstlich von Lublin gelegen, war nach der deutschen Besetzung Polens Teil des Generalgouvernements geworden. Im Schtetl in Piaski wurde Anfang 1940 ein Ghetto eingerichtet, in das u. a. mehrere tausend Juden aus dem Deutschen Reich deportiert wurden. Die wenigen sanitären Anlagen des Ghettos waren in einem katastrophalen Zustand, die Grundversorgung mit Nahrung und Trinkwasser absolut unzureichend. Das Ghetto, bestehend aus kleinen, hauptsächlich eingeschossigen Holzhäusern, war nicht für so viele Personen ausgelegt. Zwischen 10 und 20 Menschen mussten sich in der Regel einen Wohnraum teilen. Auguste Kurzberg starb dort vermutlich an Hunger, Entkräftung oder Krankheit. |
|      | Jona Kurzberg                                                     | Fraenkelufer 30                                  |  | 31. Aug. 2023 | (Auszug)… Jona Kurzberg kam 1879 in Kolomea in Galizien (heute im Westen der Ukraine gelegen, gehörte bis 1918 zur Habsburgermonarchie) zur Welt. Er übersiedelte zu einem unbekannten Zeitpunkt nach Berlin und heiratete dort 1913 Auguste Hennig (* 1881 in Neumark/Westpreußen). Beide gehörten der jüdischen Religionsgemeinschaft an. Er war als Kaufmann tätig und sie als Buchhalterin…Ende der 1930er Jahre verloren sie ihr Geschäft durch die sogenannte „Arisierung“...Am 28. März 1942 wurden Jona und Auguste Kurzberg mit dem sogenannten „11. Osttransport“ nach Piaski (heute im Osten Polens gelegen) deportiert. Auguste Kurzberg starb im dortigen Ghetto vermutlich an Hunger, Entkräftung oder Krankheit. Jona Kurzberg wurde zu einem unbekannten Zeitpunkt im 10 km entfernten Trawniki ermordet, wahrscheinlich war er in das dort befindliche Zwangsarbeiterlager verlegt worden. |
|      | Bernd Kurzweg                                                     | Lübbener Straße 9                                |  | 10. Mai 2025  | [ 27 ] |
|      | Dagobert Kurzweg                                                  | Lübbener Straße 9                                |  | 10. Mai 2025  | [ 27 ] |
|      | Gertrud Kurzweg                                                   | Lübbener Straße 9                                |  | 10. Mai 2025  | [ 27 ] |
|      | Max Laske                                                         | Friedrichstraße 14                               |  |               | |
|      | Selma Latz                                                        | Yorckstraße 60                                   |  | 22. März 2014 | geboren am 25. Februar 1866 in Berlin als Selma Pander; lebte seit dem 2. April 1906 zusammen mit ihrem Ehemann Wilhelm Latz in der Yorckstraße 60 in einer Vierzimmerwohnung im Hochparterre; Wilhelm Latz war Eigentümer des Hauses, er verstarb am 1. April 1921; sein Grab befindet sich auf dem Jüdischen Friedhof Weißensee; das Ehepaar hatte keine Kinder; Selma Latz musste wie alle Deportationsopfer eine 16-seitige Vermögensaufstellung ausfüllen; am 31. August 1942 mit dem 53. Alterstransport ins Getto Theresienstadt verschleppt; dort am 8. September 1942 ermordet. |
|      | Fanny Lauer                                                       | Hagelberger Straße 49                            |  | 26. März 2015 | |
|      | Julius Laufer                                                     | Muskauer Straße 48                               |  |               | |
|      | Cäcilie Lazarus                                                   | Reichenberger Straße 181                         |  | 2. Dez. 2005  | |
|      | Salomon Lazarus                                                   | Zossener Straße 45                               |  | 16. Feb. 2023 | |
|      | William Ledermann                                                 | Cuvrystraße 17                                   |  | 20. Sep. 2013 | William Ledermann, geboren am 3. April 1871 in Berlin, besuchte bis 1891 das Königstädtische Gymnasium, studierte Medizin in Breslau und Berlin, promovierte in Berlin am 4. Juni 1897 zum Dr. med. mit einer Arbeit Über cerebrale Kinderlähmung (Hemiplegia spastica infantilis); seit 1907 Mitglied der Berliner Medizinischen Gesellschaft; im Ersten Weltkrieg als Stabsarzt eingesetzt; praktizierte und wohnte im Eckhaus Wrangelstraße 75/Cuvrystraße 17; emigrierte im Dezember 1938 mit seiner Frau nach England, starb am 28. Oktober 1949 in London |
|      | Charlotte Lehmann                                                 | Schleiermacherstraße 14                          |  | 28. Aug. 2021 | |
|      | Jetty Lehmann (falsch beschriftet als Jette Lehmann)              | Großbeerenstraße 56a                             |  |               | |
|      | Karl Lehmann                                                      | Großbeerenstraße 56a                             |  |               | |
|      | Emma Leistner                                                     | Hagelberger Straße 23                            |  | 26. März 2015 | |
|      | Hannelore Leske                                                   | Waldemarstraße 42                                |  |               | |
|      | Sally Leske                                                       | Waldemarstraße 42                                |  |               | |
|      | Selma Leske                                                       | Waldemarstraße 42                                |  |               | |
|      | Dorothea Less                                                     | Lindenstraße 91 (Ecke E.T.A.-Hoffmann-Promenade) |  | 18. Juli 2007 | |
|      | Elisabeth Lesser                                                  | Köpenicker Straße 174                            |  | 10. Mai 2019  | |
|      | Margarete Lesser                                                  | Lindenstraße 66 (Ecke Rudi-Dutschke-Straße)      |  | 18. Juli 2007 | |
|      | Renate Lesser                                                     | Köpenicker Straße 174                            |  | 10. Mai 2019  | |
|      | Robert Lesser                                                     | Köpenicker Straße 174                            |  | 10. Mai 2019  | |
|      | Daniel Leubuscher                                                 | Wrangelstraße 65                                 |  |               | |
|      | Clara Levy                                                        | Oranienstraße 207                                |  |               | |
|      | Elise Levy                                                        | Hagelberger Straße 40 (Ecke Großbeerenstraße)    |  | 26. März 2015 | |
|      | Oskar Levy                                                        | Oranienstraße 88                                 |  |               | |
|      | Siegfried Levy                                                    | Oranienstraße 207                                |  |               | |
|      | Toni Levy                                                         | Oranienstraße 88                                 |  |               | |
|      | Auguste Lewin                                                     | Schönleinstraße 18                               |  |               | |
|      | Bernhard Lewin                                                    | Markgrafenstraße 19 (Ecke Rudi-Dutschke-Straße)  |  | 21. Juli 2012 | Ein älterer Stolperstein für Bernhard Lewin liegt in der Mariannenstraße 23. |
|      | Bernhard Lewin                                                    | Mariannenstraße 23                               |  | 10. Okt. 2011 | Ein neuerer Stolperstein für Bernhard Lewin liegt in der Markgrafenstraße 19. |
|      | Günther Lewin                                                     | Mariannenstraße 23                               |  | 10. Okt. 2011 | |
|      | Horst Lewin                                                       | Mariannenstraße 23                               |  | 10. Okt. 2011 | |
|      | Liesbeth Lewin                                                    | Baerwaldstraße 47                                |  |               | |
|      | Rosa Lewin                                                        | Jakobikirchstraße 8                              |  | 7. Mai 2024   | [ 85 ] |
|      | Willi Lewin                                                       | Schenkendorfstraße 2                             |  | 26. Sep. 2006 | |
|      | Edith Lewinsohn                                                   | Willibald-Alexis-Straße 42                       |  | 19. Nov. 2008 | |
|      | Heinz Lewy                                                        | Alexandrinenstraße 90                            |  | 12. Mai 2016  | |
|      | Käthe Johanna Lewy                                                | Lobeckstraße 44                                  |  |               | |
|      | Julius Lewy                                                       | Alexandrinenstraße 90                            |  | 12. Mai 2016  | |
|      | Selma Lewy                                                        | Alexandrinenstraße 90                            |  | 12. Mai 2016  | |
|      | Grete Leyser                                                      | Fürbringerstraße 18                              |  | 20. Mai 2008  | Grete Leyser, geboren am 22. Mai 1911 in Köln unter dem Namen Cahn; Eltern Bernhard und Janette Cahn; Lehrerin; verheiratet mit dem aus Berlin stammenden Maler Leopold Leyser; Geburt der Tochter Karin Leyser am 17. März 1935; da Leopold Leyser bei Familienangehörigen in Berlin-Pankow gemeldet war, wohnte die Familie vermutlich dort; später Umzug in die Fürbringerstraße 18; Zwangsarbeit in einer Kartonfabrik in Berlin-Neukölln und bei Ehrich & Graetz in Berlin-Treptow; Deportation der Familie am 1. November 1941 mit dem 4. Osttransport ins Ghetto Litzmannstadt; Unterkunft im Bleicherweg 17/15; Grete und Leopold Leyser fanden vermutlich keine Anstellung im Ghetto; Familie Leyser am 8. Mai 1942 ins Vernichtungslager Kulmhof verbracht und dort ermordet. |
|      | Karin Leyser                                                      | Fürbringerstraße 18                              |  | 20. Mai 2008  | |
|      | Leopold Leyser                                                    | Fürbringerstraße 18                              |  | 20. Mai 2008  | |
|      | Louis Licht                                                       | Hallesche Straße 20                              |  | 7. Mai 2001   | |
|      | Max Lichtenstein                                                  | Pücklerstraße 39 / 40                            |  |               | |
|      | Therese Lichtenstein                                              | Pücklerstraße 39 / 40                            |  |               | |
|      | Frieda Lieblich                                                   | Wrangelstraße 94                                 |  | 27. März 2010 | |
|      | Siegfried Lieblich                                                | Wrangelstraße 94                                 |  | 27. März 2010 | |
|      | Gertrud Liepmann                                                  | Kottbusser Damm 7                                |  | 26. Nov. 2018 | |
|      | Hans Liepmann                                                     | Kottbusser Damm 7                                |  | 26. Nov. 2018 | |
|      | Hanna Loeb                                                        | Muskauer Straße 38                               |  |               | |
|      | Norbert Loeb                                                      | Muskauer Straße 38                               |  |               | |
|      | Herta Lohde                                                       | Dresdener Straße 128                             |  | 16. Nov. 2009 | |
|      | Rosalie Lohde                                                     | Dresdener Straße 128                             |  | 16. Nov. 2009 | |
|      | Abraham Loeser                                                    | Mehringdamm 86                                   |  |               | |
|      | Gertrude Loeser                                                   | Mehringdamm 86                                   |  |               | Der ursprüngliche Stein (Foto des ersten Steins), wurde am 1. September 2018 durch einen berichtigten Stein ersetzt. |
|      | Alfred Löhnberg                                                   | Yorckstraße 74                                   |  | 12. Juli 2019 | |
|      | Hanna Löhnberg                                                    | Yorckstraße 74                                   |  | 12. Juli 2019 | |
|      | Gertrud Löwenstein                                                | Kohlfurter Straße 7                              |  |               | Ein weiterer Stolperstein für Gertrud Löwenstein liegt in Neukölln in der Karl-Marx-Straße 16. |
|      | Agnes Loewenthal                                                  | Hornstraße 23                                    |  |               | Agnes Salinger, geboren am 21. Juni 1866 in Kallies in Pommern, verheiratet mit dem Kaufmann Max Loewenthal; die beiden wohnten am Planufer 31 (heute Carl-Herz-Ufer 31); nach dem Tod ihres Mannes musste Agnes Loewenthal im März 1941 in eine Judenwohnung in der Hornstraße 23 umziehen; wurde von dort am 31. August 1942 mit dem 53. Alterstransport (I/55) ins Ghetto Theresienstadt deportiert; Sie starb dort am 20. September 1942, laut Todesfallanzeige an Enteritis/Darmkatarrh Ein neuerer Stolperstein für Agnes Loewenthal liegt an ihrem letzten frei gewählten Wohnort am Carl-Herz-Ufer 31. |
|      | Agnes Loewenthal                                                  | Carl-Herz-Ufer 31                                |  | 30. Nov. 2013 | Agnes Salinger, geboren am 21. Juni 1866 in Kallies in Pommern, verheiratet mit dem Kaufmann Max Loewenthal; die beiden wohnten am Planufer 31 (heute Carl-Herz-Ufer 31); nach dem Tod ihres Mannes musste Agnes Loewenthal im März 1941 in eine Judenwohnung in der Hornstraße 23 umziehen; wurde von dort am 31. August 1942 mit dem 53. Alterstransport (I/55) ins Ghetto Theresienstadt deportiert Sie starb dort am 20. September 1942, laut Todesfallanzeige an Enteritis/Darmkatarrh/ Ein älterer Stolperstein für Agnes Loewenthal liegt an ihrem letzten Wohnort in der Hornstraße 23. |
|      | Elise Loewenthal                                                  | Luckauer Straße 4                                |  | 11. Mai 2023  | (Auszug)...Elisa Blau 1905 heiratete sie den jüdischen Kaufmann Paul Loewenthal (* 1868 in Berlin). Das Paar bekam zwei Kinder: Hildegard (* 1906) und Hans (* 1911)…Nach dem Tod ihres Ehemannes 1926 führte Elise Loewenthal das Geschäft allein weiter. Nach der Machtübergabe an die Nationalsozialisten 1933 wurde Hans Loewenthal aufgrund seiner jüdischen Abstammung die Zulassung zum Medizinstudium an der Berliner Universität entzogen. Er wanderte Anfang 1939 nach England aus. Seine Schwester Hildegard verlor ihre Anstellung als Kinderhortnerin bei der Stadt Berlin, die sie jahrelang innegehabt hatte. Das Wäscheverleihgeschäft ihrer Mutter musste Ende 1938 geschlossen werden. Elise Loewenthal wurde am 3. Oktober 1942 mit dem sogenannten „3. großen Alterstransport“ nach Theresienstadt deportiert. Dort kam sie am 30. März 1943 ums Leben. Ihre Tochter Hildegard wurde am 12. März 1943 mit dem sogenannten „36. Osttransport“ nach Auschwitz verschleppt und ermordet. |
|      | Georg Loewenthal                                                  | Eylauer Straße 21                                |  | 23. Sep. 2016 | |
|      | Hans Loewenthal                                                   | Luckauer Straße 4                                |  | 11. Mai 2023  | |
|      | Hildegard Loewenthal                                              | Luckauer Straße 4                                |  | 11. Mai 2023  | |
|      | Rosa Loewenthal                                                   | Eylauer Straße 21                                |  | 23. Sep. 2016 | |
|      | Erich Lustig                                                      | Reichenberger Straße 181                         |  | 2. Dez. 2005  | |
|      | Ida Lustig                                                        | Reichenberger Straße 181                         |  | 2. Dez. 2005  | |
|      | Walter Lustig                                                     | Oranienstraße 206                                |  |               | |
|      | Abel Machol                                                       | Yorckstraße 88                                   |  | 16. Feb. 2023 | Abel Stephan Machol wurde am 7. Dezember 1940 in Berlin geboren. Seine Eltern waren der promovierte Jurist Kurt Jakob Machol (1904) und dessen Ehefrau Editha, geb. Tuch (1909). Am 26. September 1942 wurden der 38-jährige Dr. Kurt Jakob Machol mit seiner 33-jährigen Frau Editha und dem kleinen fast 2-jährigen Stephan Abel vom Güterbahnhof Moabit mit dem ‚20. Osttransport‘ nach Raasiku in Estland verschleppt. Der Deportationszug erreichte vier Tage nach der Abfahrt aus Berlin am 30. September Raasiku/Kalevi-Liiva. Dort gilt die Familie als ermordet. |
|      | Editha Machol                                                     | Yorckstraße 88                                   |  |               | Editha Machol, geboren am 4. Mai 1909 in Obornik unter dem Namen Tuch; verheiratet mit dem Rechtsanwalt Kurt Machol; Ehepaar lebte 1937 bis 1941 in der Yorckstraße 88; traten 1940 in der Messiaskapelle im Prenzlauer Berg zum Christentum über, hofften wohl so der Deportation zu entgehen; am 26. September 1942 ins estnische Raasiku deportiert; in Kalevi-Liiva von sechs bis acht estnischen Polizisten erschossen. |
|      | Kurt Machol                                                       | Yorckstraße 88                                   |  | 16. Feb. 2023 | |
|      | Wilhelm Machold                                                   | Mehringdamm 88                                   |  | 30. Juli 2005 | |
|      | Eva Mamlok                                                        | Neuenburger Straße 1 ehem. Neuenburger Straße 3  |  | 10. Okt. 2011 | Eva Mamlok wurde am 6. Mai 1918 in Berlin-Kreuzberg geboren, ihre Eltern waren Albert Mamlok (1878–1936) und Martha Mamlok geborene Peiser (1884–1942). Die Hochzeit der Eltern fand 1912 in Posen statt, ihre ältere Schwester Hildegard wurde am 20. November 1912 in Berlin geboren. Ihr Vater starb am 10. November 1936 im Krankenhaus der Jüdischen Gemeinde. Eva war mit Pieter Siemsen zusammen, dem Sohn von August Siemsen, bis dieser im Herbst 1937 nach Argentinien auswanderte. Am 3. September 1939 bekam sie im Jüdischen Krankenhaus im Wedding eine Tochter, Tana Mamlok. Ihre Schwester Hildegard starb am 11. Dezember 1941 im Alter von 29 Jahren an Tuberkulose in der Wohnung Neuenburger Straße 3. Ihre Mutter Martha Mamlok wurde am 19. Oktober 1942 nach Riga deportiert und dort am 22. Oktober 1942 ermordet. Auf der Transportliste steht sie zusammen mit ihrer jüngeren Schwester Rosa Peiser, die ebenfalls in der Neuenburger Straße 3 wohnte und auch in Riga ermordet wurde. |
|      | Hildegard Mamlok                                                  | Neuenburger Straße 1 ehem. Neuenburger Straße 3  |  | 16. Okt. 2024 | Hildegard Mamlok wurde am 20. November 1912 zuhause in der Kesselstraße 34 (heute Habersaathstraße 40) in Berlin-Mitte geboren, ihre Eltern waren Albert und Martha Mamlok und ihre jüngere Schwester war Eva Mamlok. Über Hildegard ist sehr wenig bekannt, in der Familie wurde sie Hilde genannt. Als ihre einzige persönliche Hinterlassenschaft ist ein Brief vom 8. März 1935 erhalten, den sie an den Direktor des KZ Moringen Hugo Krack schrieb, um sich nach dem Befinden ihrer Schwester Eva zu erkunden und wann sie entlassen werden sollte. Hilde musste Zwangsarbeit bei der AEG leisten und starb am 11. Dezember 1941 im Alter von nur 29 Jahren in der Wohnung Neuenburger Straße 3 an offener Lungentuberkulose. Hildegard wurde am 17. Dezember 1941 in einem Grab ohne Grabstein neben ihrem Vater Albert Mamlok auf dem Jüdischen Friedhof Weißensee beerdigt. |
|      | Martha Mamlok                                                     | Neuenburger Straße 1 ehem. Neuenburger Straße 3  |  | 16. Okt. 2024 | Martha Peiser wurde am 22. Juni 1884 in Posen geboren. Ihre Eltern waren der Kaufmann Salomon Peiser (1845–1924) und Rosalie geborene Levy (1861), die Hochzeit fand am 22. Februar 1883 in Posen statt. Ihre einzige und jüngere Schwester war Rosa Peiser (siehe weiter unten). Am 2. Januar 1912 heiratete sie in Posen den Kaufmann Albert Mamlok (1878–1936) und zog kurz darauf mit ihm nach Berlin. Zuerst wohnten sie in Berlin-Mitte in der Kesselstraße 34, wo am 20. November 1912 ihre erste Tochter Hildegard geboren wurde. Ebenfalls in Mitte befand sich in der Chausseestraße 34 die Berliner Filiale von Mamlok & Söhne Wein und Spirituosen aus Breslau, Inhaber war Albert Mamlok und in Breslau sein Bruder Julius Mamlok (1881-1933) und der Vater Isidor Mamlok (1847–1915). Isidor Mamlok starb am 28. Oktober 1915 in Berlin und wurde auf dem Jüdischen Friedhof Weißensee beerdigt. Laut der Traueranzeige war Albert Mamlok zu dieser Zeit Unteroffizier und sehr wahrscheinlich auch Soldat im Ersten Weltkrieg. Nach dem Tod des Vaters wurde das Geschäft in Breslau aufgelöst und die Filiale in Berlin gehörte den beiden Brüdern Albert und Julius Mamlok. Ungefähr 1916 zog Albert Mamlok mit seiner Familie von Mitte nach Kreuzberg in die Neuenburger Straße 3 und am 6. Mai 1918 wurde in der nahe gelegenen Königgrätzer Straße 46a, einer Privatklinik und Entbindungsanstalt von Dr. Bruno Wolff (1874–1941), ihre zweite Tochter Eva geboren. 1923 wurde die Firma Mamlok & Söhne Wein und Spirituosen in eine Aktiengesellschaft umgewandelt, der Geschäftssitz für die Weine- und Spirituosengroßhandlung sowie eine Wein- und Spirituosenhandlung in der sogenannten Löwenhalle befand sich in einem Gewerbehof in der nahe gelegenen Markgrafenstraße 84. 1930 stand die Mamlok & Söhne Wein und Spirituosen AG zuletzt im Berliner Adressbuch, die AG erlosch 1932 aus unbekannten Gründen. Im gleichen Jahr, am 20. Januar 1932, eröffnete Martha Mamlok eine Weinhandlung in ihrem Wohnhaus in der Neuenburger Straße 3, das sich laut Bauakten im Souterrain auf der rechten Seite des Hauses befunden haben muss. Am 12. Januar 1934 starb Regina Mamlok (1857–1934; geborene Bradt), die Witwe von Isidor Mamlok und Mutter von Albert Mamlok, in der Neuenburger Straße 3, sie wurde am 16. Januar 1934 auf dem Jüdischen Friedhof Weißensee beerdigt. Als einzige persönliche Hinterlassenschaft von Martha ist ein Brief vom 6. April 1935 erhalten, den sie während der Inhaftierung ihrer Tochter Eva an den Direktor des KZ Moringen Hugo Krack schrieb, um sich nach ihrem Befinden zu erkunden und dem Datum ihrer möglichen Entlassung. Ihr Ehemann Albert Mamlok starb einen Tag nach seinem 58. Geburtstag am 10. November 1936 an einer Erkrankung im Jüdischen Krankenhaus im Wedding, er wurde am 13. November 1936 auf dem Jüdischen Friedhof Weißensee beerdigt. Die Novemberpogrome 1938 brachten Terror und Angst über die jüdische Bevölkerung, sie waren auch der Grund für das Ende der Weinhandlung von Martha Mamlok. Ob das Geschäft bei den vom NS-Staat gelenkten und geduldeten antisemitischen Ausschreitungen geplündert oder zerstört wurde, ist unbekannt, aber als sehr wahrscheinlich anzunehmen. Aufgrund der Verordnung zur Ausschaltung der Juden aus dem deutschen Wirtschaftsleben vom 12. November 1938 wurde Martha der Betrieb ihres Geschäftes zum Jahresende 1938 untersagt, die Liquidation der Firma erfolgte ab 15. Dezember 1938 und 1940 erlosch sie. Die Ausgrenzung und Verfolgung der jüdischen Bevölkerung durch antijüdische Gesetze oder Ergänzungsverordnungen betraf auch die Familie Mamlok, so musste Martha durch die Namensänderungsverordnung vom 18. August 1938 ab Januar 1939 zwangsweise den zusätzlichen Vornamen Sara annehmen. Am 30. April 1939 trat eine weitere Maßnahme in Kraft, das Gesetz über Mietverhältnisse mit Juden, durch das fast die Hälfte der jüdischen Bevölkerung Berlins ihre Wohnungen verlassen und umziehen musste. Die Familie Mamlok konnte bis Oktober 1942 in ihrer Wohnung bleiben, sehr wahrscheinlich weil das Haus in der Neuenburger Straße 3 seit 1897 der evangelischen böhmisch-lutherischen Bethlehemsgemeinde gehörte, die sich zusammen mit der böhmisch-reformierten Bethlehemsgemeinde die Bethlehemskirche in Berlin-Mitte als Simultankirche teilte. Für die böhmisch-reformierte (ab 1939 Evangelisch-reformierte) Bethlehemsgemeinde ist belegbar, dass ihr Pfarrer Walter Nordmann (1902–1967) sich gegen die von den Nationalsozialisten propagierte Ausgrenzung und Abwertung von Minderheiten zur Wehr setzte, bereits 1937 verurteilte er in einem Brief die Diskriminierung der Juden und danach wurden er und seine Predigten von der Gestapo überwacht. Er war Mitglied der Bekennenden Kirche und kümmerte sich als einer der wenigen Pfarrer auch um Gemeindemitglieder, die jüdischer Herkunft waren. Ob dies auch für Otto Schulz (1875–1950), den damaligen Pfarrer der böhmisch-lutherischen Bethlehemsgemeinde, in ähnlicher Weise zutraf, und ob die Familie Mamlok durch ihn oder die Gemeinde aktive Unterstützung erhielt, ist nicht bekannt. Schulz war ebenfalls in der Bekennenden Kirche und auch Pfarrer in der Bethlehemskirche am Richardplatz in Neukölln, und als der Pfarrernotbund im Januar 1934 gegen den „Maulkorberlass“ des Reichsbischofs protestierte, war es in Neukölln nur Otto Schulz, der dafür seine Unterschrift gab. In der Neuenburger Straße 3 wohnte auch der Küster der Gemeinde mit seiner nach NS-Gesetz halbjüdischen Frau und ihren Kindern. Am 19. Oktober 1942 wurde Martha zusammen mit ihrer Schwester Rosa vom Sammellager in der Synagoge Levetzowstraße zum Güterbahnhof an der Putlitzstraße/Quitzowstraße in Berlin-Moabit gebracht, mit dem 21. Osttransport nach Riga deportiert und dort nach Ankunft am 22. Oktober 1942 ermordet, falls sie den Transport überlebte. |
|      | Tana Mamlok                                                       | Neuenburger Straße 1 ehem. Neuenburger Straße 3  |  | 16. Okt. 2024 | Tana Mamlok wurde am 3. September 1939 im Jüdischen Krankenhaus in Berlin-Wedding geboren. Ihre Mutter war die ledige Eva Mamlok, der Vater ist unbekannt. Tanas Schicksal ist nur in Umrissen bekannt, sie trägt einen der wenigen Vornamen, die jüdische Kinder nach den Richtlinien über die Führung von Vornamen vom 18. August 1938 noch erhalten durften. Nach der Verhaftung ihrer Mutter Ende September 1941 wurde sie vermutlich von ihrer Großmutter betreut oder auch über die Jüdische Gemeinde. Spätestens dann war dies jedoch der Fall, als Martha Mamlok zusammen mit ihrer Schwester Rosa Peiser am 19. Oktober 1942 aus Berlin nach Riga deportiert wurde. Für Tana wurde am 27. November 1942 eine sogenannte Vermögenserklärung ausgefüllt, bei der sie als Waisenkind mit unbekanntem Vormund und der Anschrift des Auerbach'schen Waisenhauses in der Schönhauser Allee 162 in Berlin-Prenzlauer Berg bezeichnet wurde. Ihr letzter Aufenthalt vor der Deportation war die Alte Schönhauser Straße 4, wo sie wahrscheinlich bei der Familie von Thea David betreut wurde. Am 29. November 1942 wurde Tana zusammen mit anderen Kindern aus dem Waisenhaus mit dem 23. Osttransport aus Berlin in das Vernichtungslager Auschwitz deportiert und dort nach Ankunft am 1. Dezember 1942 sofort ermordet, falls sie den Transport überlebt hatte. |
|      | Bertha Mamroth                                                    | Lobeckstraße 20                                  |  | 16. Nov. 2015 | |
|      | Heinz Mamroth                                                     | Lobeckstraße 20                                  |  | 16. Nov. 2015 | |
|      | Ignatz Manasse                                                    | Manteuffelstraße 62                              |  | 16. Nov. 2015 | |
|      | Margarete Mannheim                                                | Hornstraße 23                                    |  | 24. Sep. 2016 | |
|      | Marga Mannheimer                                                  | Kommandantenstraße 62                            |  | 16. Mai 2006  | |
|      | Ruth Mannheimer                                                   | Lindenstraße 77                                  |  | 18. Juli 2007 | |
|      | Benno Baruch Marcus                                               | Urbanstraße 71                                   |  | 10. Dez. 2007 | |
|      | Charlotte Marcus                                                  | Hasenheide 7 / 8 (Radwegbegrenzung)              |  |               | |
|      | Grete Marcus                                                      | Urbanstraße 71                                   |  | 10. Dez. 2007 | |
|      | Leo Marcus                                                        | Stresemannstraße 49 / 57                         |  |               | |
|      | Margot Marcus                                                     | Stresemannstraße 49 / 57                         |  |               | |
|      | Salomon Marcus                                                    | Hasenheide 7 / 8 (Radwegbegrenzung)              |  |               | |
|      | Edith Markus                                                      | Köpenicker Straße 27                             |  | 5. Mai 2024   | |
|      | Jakob Markus                                                      | Köpenicker Straße 27                             |  | 5. Mai 2024   | |
|      | Anna Marschner                                                    | Forster Straße 36                                |  | 12. Juli 2019 | |
|      | Charlotte Marschner                                               | Forster Straße 36                                |  | 22. Sep. 2016 | |
|      | Horst Marschner                                                   | Forster Straße 36                                |  | 12. Juli 2019 | |
|      | Karlheinz Marschner                                               | Forster Straße 36                                |  | 22. Sep. 2016 | |
|      | Isaak Marx                                                        | Großbeerenstraße 24                              |  |               | |
|      | Dorothea Maschke                                                  | Stallschreiberstraße 11                          |  |               | |
|      | Georg Maschke                                                     | Stallschreiberstraße 11                          |  |               | |
|      | Hilde Maschke                                                     | Stallschreiberstraße 11                          |  |               | |
|      | Max Matschke                                                      | Friedrichstraße 34                               |  | 8. Dez. 2006  | Ein weiterer Stolperstein für Max Matschke liegt in Berlin-Mitte, Mauerstraße 78. |
|      | Rudolf Matzner                                                    | Urbanstraße 101                                  |  | 7. Aug. 2014  | [ 123 ] |
|      | Rachela Meisner                                                   | Skalitzer Straße 32                              |  |               | |
|      | Amalie Merory                                                     | Yorckstraße 74                                   |  | 24. Juli 2018 | Amalie genannt Maria Bogen kam am 28. November 1867 in Biala (Bielitz) als Tochter des Kaufmanns Moses Moritz Bogen und seiner Frau Jetty geborene Moschkowitz zur Welt, sie hatte drei Brüder: Karl (1861), Isidor (1864) und Simon. Sie heiratete 1892 in Berlin den Buchhalter Isidor Merory, die Kinder wurden geboren: Moritz Siegfried (1892), Martin Moritz (1894), Hubert Siegfried (1896), Sophie (1897), Walter Siegbert (1899), Rosa (1903), Hildegard (1904), Herbert (1906), Josef (1907), Siegbert Fritz (1910) und Ilse (1911). Alle Familienmitglieder hatten die polnische Staatsangehörigkeit. Moritz Siegfried starb 1893, Ilse 1911 und Hubert 1918. Seit 1918 wohnte die Familie in Steglitz, Bismarckstraße 70, in einer Fünf-Zimmer-Wohnung. Isidor Merory war Buchhalter bei der Schultheiss-Patzenhofer-Brauerei und verdiente gut, er starb 1926. Walter Siegbert war Bäcker geworden, Martin Moritz Schauspieler, Sophie war Sekretärin, Fritz, Josef und Herbert waren Angestellte. Rosa blieb zu Hause und half der Mutter im Haushalt. Bis 1932 wohnten die unverheirateten Mitglieder der Familie in der Bismarckstraße, dann zogen sie um in die Yorckstraße 74 VH 1.OG links. Herbert emigrierte 1937 in die USA, ihm folgte Hildegard 1939. Am 28. Oktober 1938 wurden Josef und Siegbert Fritz im Rahmen der Polenaktion aus der Wohnung Yorckstraße nach Bentschen deportiert, Martin Moritz aus seiner Wohnung in der Friedrichstraße 2 ebenfalls. Im Rahmen der zweiten Polenaktion wurde Walter Siegbert am 13. September 1939 aus seiner Wohnung in der Düppelstraße 39b in Steglitz heraus verhaftet und in das KZ Sachsenhausen gebracht. Amalie, Sophie und Rosa Merory wurden gemeinsam am 13. Januar 1942 nach Riga deportiert und dort ermordet. Auch Marias Brüder Isidor und Karl wurden deportiert und ermordet. |
|      | Ella Merory                                                       | Friedrichstraße 2                                |  | 24. Juli 2018 | Ella Gertrud Sarge kam am 11. Oktober 1891 als Tochter der Schauspielerin Margarete Sarge, später verehelichte Herrtwich, zur Welt. Sie wurde auch Schauspielerin und heiratete 1918 den Schauspieler Martin Moritz Merory. Sie hatten drei Töchter: Liselotte Maria (1920), Margarete Karoline (1924) und Eva Klara 1927. Die Familie wohnte zusammen mit Ella Merorys Mutter und Stiefvater in der Friedrichstraße 2. Im März 1933 ließen Ella und Martin Merory ihre Töchter evangelisch taufen. Am 28. Oktober 1938 wurde Martin Merory nach Bentschen abgeschoben, seine letzte Nachricht datierte von 1940. Ellas Töchter wurden Anfang 1943 in das KZ Sachsenhausen verschleppt, Ella erreichte nach sechs Wochen ihre Freilassung. Die Töchter mussten nun Zwangsarbeit leisten in der Firma Robert Karst. Am 3. Februar 1945 wurde dieser Betrieb durch Bombenangriffe zerstört, desgleichen die Wohnung in der Friedrichstraße 2. Ella und ihre Töchter flohen aus Berlin nach Schwarzenfeld in Bayern. Ihre Töchter wanderten 1949 in die USA aus, sie selbst starb 1959. |
|      | Eva Merory                                                        | Friedrichstraße 2                                |  | 24. Juli 2018 | Eva Klara Merory kam am 1. November 1927 in Berlin als Tochter der Schauspieler Martin Merory und seiner Frau Ella geborene Sarge zur Welt. Ihre Schwestern waren Liselotte (1920) und Margarete (1924). Die Familie wohnte zusammen mit Ella Merorys Mutter und ihrem Stiefvater in der Friedrichstraße 2. Im März 1933 ließen Ella und Martin Merory ihre Töchter evangelisch taufen. Am 28. Oktober 1938 wurde Martin Merory nach Bentschen abgeschoben, seine letzte Nachricht datierte von 1940. Eva und ihre Schwestern wurden Anfang 1943 in das KZ Sachsenhausen verschleppt, ihre Mutter erreichte nach sechs Wochen ihre Freilassung. Sie mussten nun Zwangsarbeit leisten in dem Wehrwirtschaftsbetrieb Robert Karst & Co. in der Alexandrinenstraße. Am 3. Februar 1945 wurde dieser Betrieb durch Bombenangriffe zerstört, desgleichen die Wohnung in der Friedrichstraße 2. Eva, ihre Schwestern und ihre Mutter flohen aus Berlin nach Schwarzenfeld in Bayern. Eva und ihre Schwestern wanderten 1949 in die USA aus. Eva heiratete Clifford Randel Dernham, sie hatten 3 Kinder und lebten in Kalifornien. Eva erhielt 1955 die amerikanische Staatsbürgerschaft. |
|      | Herbert Merory                                                    | Yorckstraße 74                                   |  | 24. Juli 2018 | Herbert Merory kam am 16. Mai 1906 in Berlin als Sohn des Buchhalters Isidor Merory und seiner Frau Amalie geborene Bogen zur Welt. Er hatte noch 10 Geschwister. Sein Vater starb 1926, Herbert lebte mit seiner Mutter und seinen unverheirateten Geschwistern bis 1933 in der Bismarckstraße 70 in Steglitz, ab 1933 in der Yorckstraße 74 in Kreuzberg. Er war Angestellter und verdiente gut. 1937 emigrierte er in die USA, änderte dort seinen Familiennamen in „Merritt“. Er lebte in Florida und war verheiratet, hatte aber keine Kinder. |
|      | Hildegard Merory                                                  | Yorckstraße 74                                   |  | 24. Juli 2018 | Hildegard Merory kam am 2. Dezember 1904 in Berlin als Tochter des Buchhalters Isidor Merory und seiner Frau Amalie geborene Bogen zur Welt. Sie hatte noch 10 Geschwister. Ihr Vater starb 1926, Hildegard lebte mit ihrer Familie zusammen, bis 1933 in der Bismarckstraße 70 in Steglitz, danach in der Yorckstraße 74 in Kreuzberg. Sie war Angestellte und verdiente gut. 1939 emigrierte sie in die USA und heiratete 1943 in New York Robert Kramer, sie hatten keine Kinder. |
|      | Josef Merory                                                      | Yorckstraße 74                                   |  | 24. Juli 2018 | Josef Merory kam am 20. Juni 1907 in Berlin als Sohn des Buchhalters Isidor Merory und seiner Frau Amalie geborene Bogen zur Welt. Er hatte noch 10 Geschwister. Er blieb ledig und wurde Angestellter in einem Textilgroßhandel. Sein Vater starb 1926. Josef Merory lebte mit seiner Mutter und seinen unverheirateten Geschwistern bis 1933 in der Bismarckstraße 70 in Steglitz, 1933 zogen sie in die Yorckstraße 74 nach Kreuzberg. Sein Bruder Herbert emigrierte 1937, seine Schwester Hildegard 1939. Am 28. Oktober 1938 wurde Josef Merory mit seinem Bruder Siegbert Fritz aus der Yorckstraße 74 nach Bentschen abgeschoben, dabei war auch sein Bruder Martin Moritz, der mit seiner Familie zuvor in der Friedrichsstraße 2 gewohnt hatte. Nach Kriegsbeginn flohen die drei Brüder aus Polen in die Sowjetunion, wo sich ihre Spuren verlieren. Ein letztes Lebenszeichen stammt aus dem Jahr 1940. |
|      | Liselotte Merory                                                  | Friedrichstraße 2                                |  | 24. Juli 2018 | Liselotte Maria Merory kam am 16. August 1920 in Berlin als erste Tochter der Schauspieler Martin Merory und seiner Frau Ella geborene Sarge zur Welt. Ihre Schwestern waren Margarete Karoline (1924) und Eva Klara 1927. Die Familie wohnte zusammen mit Ella Merorys Mutter und ihrem Stiefvater in der Friedrichstraße 2. Im März 1933 ließen Ella und Martin Merory ihre Töchter evangelisch taufen. Am 28. Oktober 1938 wurde Martin Merory nach Bentschen abgeschoben, seine letzte Nachricht datierte von 1940. Liselotte und ihre Schwestern wurden Anfang 1943 in das KZ Sachsenhausen verschleppt, ihre Mutter erreichte nach 6 Wochen ihre Freilassung. Sie mussten nun Zwangsarbeit leisten in dem Wehrwirtschaftsbetrieb Robert Karst & Co. in der Alexandrinenstraße. Am 3. Februar 1945 wurde dieser Betrieb durch Bombenangriffe zerstört, desgleichen die Wohnung in der Friedrichstraße 2. Ella und ihre Töchter flohen aus Berlin nach Schwarzenfeld in Bayern. Liselotte und ihre Schwestern wanderten 1949 in die USA aus. Liselotte heiratete Herrn Basconcillo und erhielt 1955 die amerikanische Staatsbürgerschaft. |
|      | Margarete Merory                                                  | Friedrichstraße 2                                |  | 24. Juli 2018 | Margarete Karoline Merory kam am 22. Mai 1924 in Berlin auf die Welt als Tochter der Schauspieler Martin Merory und seiner Frau Ella geborene Sarge. Ihre Schwestern waren Liselotte (1920) und Eva (1927). Die Familie wohnte zusammen mit Ella Merorys Mutter und ihrem Stiefvater in der Friedrichstraße 2. Im März 1933 ließen Ella und Martin Merory ihre Töchter evangelisch taufen. Am 28. Oktober 1938 wurde Martin Merory nach Bentschen abgeschoben, seine letzte Nachricht datierte von 1940. Margarete und ihre Schwestern wurden Anfang 1943 in das KZ Sachsenhausen verschleppt, ihre Mutter erreichte nach 6 Wochen ihre Freilassung. Sie mussten nun Zwangsarbeit leisten in dem Wehrwirtschaftsbetrieb Robert Karst & Co. in der Alexandrinenstraße. Am 3. Februar 1945 wurde dieser Betrieb durch Bombenangriffe zerstört, desgleichen die Wohnung in der Friedrichstraße 2. Margarete, ihre Schwestern und ihre Mutter flohen aus Berlin nach Schwarzenfeld in Bayern. Margarete und ihre Schwestern wanderten 1949 in die USA aus. Margarete heiratete Pedro Rafanan, sie hatten 2 Kinder und lebten in Kalifornien. Margarete erhielt 1955 die amerikanische Staatsbürgerschaft. Margarete Rafanan starb 2005. |
|      | Martin Merory                                                     | Friedrichstraße 2                                |  | 24. Juli 2018 | Martin Moritz Merory kam am 25. März 1894 in Berlin als Sohn des Buchhalters Isidor Merory und seiner Frau Amalie geborene Bogen zur Welt. Er hatte noch 10 Geschwister. Martin Moritz Merory wurde Schauspieler und heiratete 1918 die Schauspielerin Ella Sarge. Sie wohnten in der Wohnung von Ellas Mutter und ihrem Stiefvater, Gustav Herrtwich, in der Friedrichstraße 2. Die Töchter kamen auf die Welt 1920 Liselotte, 1924 Margarete und 1927 Eva Klara. Sein Vater starb 1926. Am 28. Oktober 1938 wurde Martin Merory in seiner Wohnung verhaftet und wie seine Brüder Siegbert Fritz und Josef nach Bentschen abgeschoben. Nach Kriegsbeginn flohen die drei Brüder aus Polen in den sowjetisch besetzten Teil von Polen, wo sich ihre Spuren verlieren. Ein letztes Lebenszeichen stammt aus dem Jahr 1940. |
|      | Rosa Merory                                                       | Yorckstraße 74                                   |  | 24. Juli 2018 | Rosa Merory kam am 5. Februar 1903 in Berlin als Tochter des Buchhalters Isidor Merory und seiner Frau Amalie geborene Bogen zur Welt. Sie hatte noch 10 Geschwister. Rosa blieb ledig und half ihrer Mutter im Haushalt, 1926 starb ihr Vater, nach 1933 zogen Rosa und ihre Mutter, ihre Schwestern Sophie und Hildegard und die unverheirateten Brüder Herbert, Siegbert Fritz und Josef in die Yorckstraße 74 VH 1.O.G. links. Herbert emigrierte 1937, Hildegard 1939. Im Rahmen der ersten Polenaktion wurden Siegbert Fritz und Josef am 28. Oktober 1938 aus der Yorckstraße 74 nach Bentschen abgeschoben, ihr Bruder Martin Moritz wurde ebenfalls aus seiner Wohnung in der Friedrichstraße 2 abgeschoben. Am 13. September 1939 wurde ihr Bruder Walter aus seiner Wohnung in der Düppelstraße 39b abgeholt und in das KZ Sachsenhausen eingeliefert. Rosa, ihre Mutter Amalie und ihre Schwester Sophie wurden am 19. Januar 1942 nach Riga deportiert. Ihr letztes Lebenszeichen datiert vom 24. August 1943 |
|      | Siegbert Fritz Merory                                             | Yorckstraße 74                                   |  | 24. Juli 2018 | Siegbert Fritz kam am 1. März 1910 in Berlin als Sohn des Buchhalters Isidor Merory und seiner Frau Amalie geborene Bogen zur Welt. Er hatte noch 10 Geschwister. Sein Vater starb 1926, Siegbert Fritz lebte mit seiner Mutter und seinen unverheirateten Geschwistern bis 1933 in der Bismarckstraße 70 in Steglitz, ab 1933 in der Yorckstraße 74 in Kreuzberg. Er war Angestellter und verdiente gut. Am 28. Oktober 1938 wurde Siegbert Fritz Merory mit seinem Bruder Josef aus der Yorckstraße 74 nach Bentschen abgeschoben, dabei war auch sein Bruder Martin Moritz, der mit seiner Familie zuvor in der Friedrichstraße 2 gewohnt hatte. Nach Kriegsbeginn flohen die drei Brüder aus Polen in die Sowjetunion, wo sich ihre Spuren verlieren. Ein letztes Lebenszeichen stammt aus dem Jahr 1940. |
|      | Sophie Merory                                                     | Yorckstraße 74                                   |  | 24. Juli 2018 | Sophie Merory kam am 8. November 1898 in Berlin als Tochter des Buchhalters Isidor Merory und seiner Frau Amalie geborene Bogen zur Welt. Sie hatte noch 10 Geschwister. Sie blieb ledig, wurde Sekretärin und arbeitete für eine Versicherungsgesellschaft. Nachdem ihr Vater 1926 starb, lebte sie mit ihrer Mutter und ihren unverheirateten Geschwistern zusammen, bis 1933 in der Bismarckstraße 70 in Steglitz, danach in der Yorckstraße 74 in Kreuzberg. Ihr Bruder Herbert und ihre Schwester Hildegard emigrierten in die USA, ihre Brüder Siegbert Fritz, Josef und Martin wurden am 28. Oktober 1938 nach Bentschen abgeschoben. Ihr Bruder Walter wurde am 13. September 1939 in das KZ Sachsenhausen gebracht. Sophie, ihre Schwester Rosa und ihre Mutter Amalie wurden zusammen am 13. Januar 1943 nach Riga deportiert. Ihr Todesdatum ist unbekannt. |
|      | Lenchen Metz                                                      | Reichenberger Straße 151                         |  | 28. Aug. 2021 | |
|      | Denny Meyer                                                       | Ritterstraße 63                                  |  |               | |
|      | Ilse Jenny Meyer                                                  | Ritterstraße 63                                  |  |               | |
|      | Klaus Meyer                                                       | Ritterstraße 63                                  |  |               | |
|      | Margarete Meyer                                                   | Yorckstraße 60                                   |  | 22. März 2014 | |
|      | Rudolf Meyer                                                      | Ritterstraße 63                                  |  |               | |
|      | Recha Meyerhoff                                                   | Jakobikirchstraße 3                              |  | 7. Mai 2024   | [ 133 ] |
|      | Felix Michelsohn (falsch beschriftet als Felix Mechelsohn)        | Adalbertstraße 95A                               |  | 9. Nov. 2000  | Felix Michelsohn, geboren am 11. November 1888; Gastwirt; am 28. Juni 1943 mit dem 39. Osttransport nach Auschwitz deportiert und dort ermordet. |
|      | Hugo Midas                                                        | Muskauer Straße 38                               |  |               | |
|      | Lilly Midas                                                       | Muskauer Straße 38                               |  |               | |
|      | Dolly Mölke                                                       | Skalitzer Straße 141A                            |  | 6. Apr. 2022  | |
|      | Martin Monath                                                     | Muskauer Straße 24                               |  | 12. Mai 2016  | |
|      | Dorette Moratz                                                    | Oppelner Straße 2                                |  | 12. Mai 2016  | |
|      | Ralph Moratz                                                      | Oppelner Straße 2                                |  | 12. Mai 2016  | |
|      | Ruth Moratz                                                       | Oppelner Straße 2                                |  | 12. Mai 2016  | |
|      | Hulda Moses                                                       | Lausitzer Straße 31                              |  | 14. Juli 2007 | |
|      | Kurt Moses                                                        | Lausitzer Straße 31                              |  | 14. Juli 2007 | |
|      | Lieselotte Moses                                                  | Falckensteinstraße 49                            |  |               | |
|      | Helene Mottek                                                     | Segitzdamm 8                                     |  | 13. Sep. 2009 | |
|      | Israel Isidor Mottek                                              | Segitzdamm 8                                     |  | 13. Sep. 2009 | |
|      | Hermine Müller                                                    | Waldemarstraße 70 (gegenüberliegende Seite)      |  |               | wohnte Waldemarstraße 59 (heute Waldemarstraße 70) |
|      | Kurt Müller-Croon                                                 | Friedrichstraße 11                               |  |               | |
|      | Cäcilie Nadel                                                     | Admiralstraße 23                                 |  | 13. Sep. 2009 | |
|      | Erna Neumann                                                      | Mariannenstraße 23                               |  | 7. Mai 2001   | |
|      | Flora Neumann                                                     | Ritterstraße 19                                  |  | 7. Okt. 2020  | |
|      | Franziska Neumann                                                 | Jakobikirchstraße 7                              |  | 7. Mai 2024   | [ 135 ] |
|      | Friedrich Neumann                                                 | Cuvrystraße 2                                    |  |               | |
|      | Hans Neumann                                                      | Ritterstraße 19                                  |  | 7. Okt. 2020  | |
|      | Käthe Neumann                                                     | Ritterstraße 19                                  |  | 7. Okt. 2020  | |
|      | Lucie Neumann                                                     | Dresdener Straße 20                              |  |               | |
|      | Wolfgang Neumann                                                  | Ritterstraße 19                                  |  | 7. Okt. 2020  | |
|      | Bella Niessenbaum                                                 | Dieffenbachstraße 45                             |  |               | |
|      | Gerda Nitschke                                                    | Cuvrystraße 27                                   |  | 4. Apr. 2025  | [ 32 ] |
|      | Erwin Nobst                                                       | Reichenberger Straße 96                          |  |               | |
|      | Emil Nothmann                                                     | Ritterstraße 61                                  |  |               | |
|      | Elsbeth Orgler                                                    | Wilhelmstraße 140                                |  |               | |
|      | Ida Pariser                                                       | Naunynstraße 51                                  |  | 4. Apr. 2022  | |
|      | Johanna Pariser                                                   | Naunynstraße 51                                  |  | 4. Apr. 2022  | |
|      | Johann Paucka                                                     | Cuvrystraße 42 (Ecke Wrangelstraße 72)           |  | 19. Nov. 2008 | |
|      | Hermann Pazer                                                     | Fraenkelufer 36                                  |  | 16. Okt. 2024 | [ 136 ] |
|      | Paula Pazer                                                       | Fraenkelufer 36                                  |  | 16. Okt. 2024 | [ 136 ] |
|      | Rosa Peiser                                                       | Neuenburger Straße 1 ehem. Neuenburger Straße 3  |  | 16. Okt. 2024 | Rosa Peiser wurde am 13. September 1885 in Posen geboren, ihre Eltern waren der Kaufmann Salomon Peiser (1845-1924) und Rosalie geborene Levy (1861), die am 22. Februar 1883 in Posen geheiratet hatten. Ihre einzige und ältere Schwester war Martha Mamlok (siehe weiter oben) und laut der Kartei des Einwohnerregisters der Stadt Posen ging Rosa 1922 nach Berlin, wo ihre Schwester bereits nach der Heirat seit 1912 lebte. Ab wann genau Rosa in Neuenburger Straße 3 in Berlin-Kreuzberg wohnte, ist nicht bekannt. Da von ihr keine sogenannte Vermögenserklärung überliefert wurde, ist auch unbekannt, ob oder wo sie Zwangsarbeit leisten musste. Am 19. Oktober 1942 wurde sie zusammen mit ihrer Schwester Martha vom Sammellager in der Synagoge Levetzowstraße zum Güterbahnhof an der Putlitzstraße/Quitzowstraße in Berlin-Moabit gebracht, mit dem 21. Osttransport nach Riga deportiert und dort nach Ankunft am 22. Oktober 1942 ermordet, falls sie den Transport überlebte. |
|      | Otto Peltzer                                                      | Jahnstraße 2                                     |  | 5. Juli 2008  | |
|      | Leo Pese                                                          | Graefestraße 90                                  |  | 26. Nov. 2018 | |
|      | Elsbeth Piltz                                                     | Kottbusser Damm 5                                |  |               | |
|      | ‘E.O. Plauen’ Erich Ohser                                         | Dudenstraße 10                                   |  | 30. Nov. 2013 | |
|      | Walter Owitz                                                      | Erkelenzdamm 11                                  |  | 6. Apr. 2022  | |
|      | Hellmuth Pollaczek                                                | Neuenburger Straße 13                            |  | 23. Sep. 2016 | |
|      | Kurt Pommerenk                                                    | Waldemarstraße 96                                |  |               | |
|      | Frieda Raichlin                                                   | Reichenberger Straße 181                         |  | 2. Dez. 2005  | |
|      | Morduch Raichlin                                                  | Reichenberger Straße 181                         |  | 2. Dez. 2005  | |
|      | Henriette Raphael                                                 | Oranienstraße 167                                |  |               | |
|      | Horst Raphael                                                     | Oranienstraße 167                                |  |               | |
|      | Walter Raphael                                                    | Oranienstraße 167                                |  |               | |
|      | Reha Redelmeier                                                   | Yorckstraße 60                                   |  | 22. März 2014 | geboren am 30. Dezember 1902 als Reha Cohn in Köln; heiratete im Januar 1943 Richard Redelmeier; für ihn liegt auch ein Stein in der Yorckstraße 60; am 17. Mai 1943 mit dem 38. Osttransport ins KZ Auschwitz deportiert und dort ermordet. |
|      | Richard Redelmeier                                                | Yorckstraße 60                                   |  | 22. März 2014 | geboren am 9. Juni 1887 in Halberstadt; Bankbeamter bei der Reichsbank; wohnte seit 1932 zusammen mit seiner damaligen Verlobten Dora Berkhan in der Möckernstraße 66; mit Hilfe des Gesetzes zur Wiederherstellung des Berufsbeamtentums vom 7. April 1933 entlassen; anschließend bezeichnen ihn die Akten als „Arbeiter in einer sozialversicherungspflichtigen Tätigkeit“; nach dem Gesetz zum Schutz der deutschen Ehre und des deutschen Blutes vom 15. September 1935 war Ariern eine Partnerschaft mit Juden verboten; deshalb löste er als Jude offiziell die Verbindung mit Dora Berkhan; blieb aber bis Mitte 1942 ihr Untermieter; danach wohnte Richard Relmeier zur Untermiete bei Selma Latz in der Yorckstraße 60; war nach Einführung der Zwangsarbeit für Juden im Jahr 1938 wahrscheinlich in einem Rüstungs- oder verwandten Betrieb tätig; heiratete im Januar 1943 Reha Cohn; für sie liegt auch ein Stein in der Yorckstraße 60; im Zuge der Fabrikaktion im Februar 1943 verhaftet; am 17. Mai 1943 mit dem 38. Osttransport ins KZ Auschwitz deportiert und dort ermordet. |
|      | Adolf Reich                                                       | Schöneberger Straße 24                           |  | 1. Sep. 2018  | |
|      | Charlotte Reich                                                   | Solmsstraße 30                                   |  |               | |
|      | Pauline Weich (falsch beschriftet als Pauline Reich)              | Urbanstraße 3                                    |  |               | Pauline Weich wurde am 20. März 1890 in Berlin geboren. Zum Zeitpunkt der Volkszählung vom 17. Mai 1939 wohnte sie in der Mansteinstraße 12 in Berlin-Schöneberg. Sie wurde am 26. Februar 1943 von Berlin nach KZ Auschwitz deportiert. |
|      | Fred Riedel                                                       | Solmsstraße 42                                   |  |               | geboren am 14. April 1930 in Berlin; am 3. März 1943 mit dem 33. Osttransport nach Auschwitz deportiert. |
|      | Hanni Riedel (falsch beschriftet als Nanni Riedel)                | Solmsstraße 42                                   |  |               | geborene Joel; Ehefrau von Kurt Riedel; geboren am 27. Dezember 1906 in Neustadt; am 3. März 1943 mit dem 33. Osttransport nach Auschwitz deportiert. |
|      | Helga Riedel                                                      | Solmsstraße 42                                   |  |               | geboren am 12. August 1933 in Berlin-Neukölln; am 3. März 1943 mit dem 33. Osttransport nach Auschwitz deportiert |
|      | Kurt Riedel                                                       | Solmsstraße 42                                   |  |               | geboren am 27. Oktober 1904 in Gleiwitz; am 4. März 1943 mit dem 34. Osttransport nach Auschwitz deportiert. |
|      | Margarete Riesenfeld                                              | Bergmannstraße 30                                |  | 16. Nov. 2015 | |
|      | Adolf Ringer                                                      | Hornstraße 19                                    |  | 17. Mai 2006  | |
|      | Emma Ringer                                                       | Hornstraße 19                                    |  | 17. Mai 2006  | |
|      | Edith Robinski                                                    | Naunynstraße 46                                  |  | 4. Juli 2000  | |
|      | Siegfried Robinski                                                | Naunynstraße 46                                  |  | 4. Juli 2000  | Die beiden Stolpersteine für das Ehepaar Robinski bildeten im Jahr 2000 (vier Jahre nach der damals illegalen Verlegung der ersten Kreuzberger Stolpersteine während der NGBK-Ausstellung Künstler forschen nach Auschwitz) den Anstoß für die Wiederaufnahme des Stolperstein-Projekts in Berlin. |
|      | Paul Robinson                                                     | Mariannenplatz 23                                |  |               | Paul Robinson, geboren am 6. Oktober 1882; Sozialist jüdischer Herkunft; seit 1929 festangestellter SPD-Parteisekretär für Kommunales sowie Stadtverordneter im Bezirk Berlin-Kreuzberg; bis 1933 auch im Reichsbanner aktiv; vermutlich bei der Besetzung des Vorwärts-Gebäudes von der SA verschleppt; dann etwa ein halbes Jahr Schutzhaft; anschließend unter polizeilicher Aufsicht und wiederholte Hausdurchsuchungen, dabei viele Bücher beschlagnahmt; pflegte trotzdem noch einige politische Kontakte; Freitod 1935; bei der Beerdigung in Baumschulenweg sprach Franz Künstler die Grabrede vor 200 bis 300 Parteifreunden, die ebenfalls anwesende Gestapo nahm ihn anschließend fest; auch viele Familienangehörige von Paul Robinson wurden als Juden verfolgt: sein Bruder und seine zwei Schwestern wurden ins KZ gesperrt, nur eine der Schwestern überlebte, sein Neffe Felix Heymann kam als Mitglied der Widerstandsgruppe Herbert Baum um. |
|      | Curt Roeder                                                       | Ritterstraße 123                                 |  | 2. Dez. 2017  | |
|      | Ellen Roeder                                                      | Ritterstraße 123                                 |  | 2. Dez. 2017  | |
|      | Fritz Roeder                                                      | Ritterstraße 123                                 |  | 2. Dez. 2017  | |
|      | Hedwig Roeder                                                     | Ritterstraße 123                                 |  | 2. Dez. 2017  | |
|      | Lilly Zerline Roeder                                              | Ritterstraße 123                                 |  | 2. Dez. 2017  | |
|      | Yvonne Roeder                                                     | Ritterstraße 123                                 |  | 2. Dez. 2017  | |
|      | Siegbert Röhmann                                                  | Alte Jakobstraße 169 (Ecke Neuenburger Straße)   |  |               | |
|      | Käte Rogalli                                                      | Hagelberger Straße 21                            |  | 31. Aug. 2023 | (Auszug)… Käte Rogalli kam 1903 in Berlin zur Welt, bei der Geburt wurde ihr das männliche Geschlecht zugeschrieben. Sie arbeitete später als technische Zeichnerin und Feinmechanikerin. Am Arbeitsplatz wurde Käte häufig für „ein Mädchen in Männerkleidung“ gehalten und verlor wegen Diskriminierung ihre Anstellungen. Ende 1936 wurde Käte der sogenannte „Transvestitenschein“ von der Gestapo entzogen und sie wurde gezwungen, Männerkleidung zu tragen, was sie nachhaltig traumatisierte. Kurz danach wurde sie 1936 wegen Tragen von Frauenkleidung vier Wochen in sogenannte „Schutzhaft“ genommen. Vom 27. Mai 1937 bis 22. März 1938 war sie im KZ Sachsenhausen inhaftiert. Käte wurde in die Wittenauer Heilstätten (heute Karl-Bonhoeffer-Nervenklinik) zwangseingewiesen. Ein weiteres Gutachten machte ihre Hoffnung zunichte, bald aus der Psychiatrie entlassen zu werden. Käte Rogalli wurde am 11. April 1943 in der Toilette erhängt aufgefunden. |
|      | Erwin Rones                                                       | Gneisenaustraße 4                                |  |               | |
|      | Clara Rosenbaum                                                   | Lindenstraße 66 (Ecke Rudi-Dutschke-Straße)      |  | 18. Juli 2007 | |
|      | Abraham Rosenberg                                                 | Planufer 93a                                     |  | 8. Dez. 2006  | |
|      | Elli Rosenberg                                                    | Blücherstraße 36                                 |  | 20. Sep. 2013 | Elli Rosenberg, geborene Bach; geboren am 23. September 1877 in Sömmerda; wurde am 6. März 1943 mit dem 35. Osttransport nach Auschwitz deportiert. |
|      | Ernst Rosenberg                                                   | Planufer 93a                                     |  | 8. Dez. 2006  | |
|      | Ewald Rosenberg                                                   | Planufer 93a                                     |  | 8. Dez. 2006  | |
|      | Pauline Rosenberg                                                 | Planufer 93a                                     |  | 8. Dez. 2006  | |
|      | Edith Rosenberger                                                 | Prinzenstraße 97                                 |  |               | |
|      | Karoline Rosenberger                                              | Prinzenstraße 97                                 |  |               | |
|      | Otto Rosenberger                                                  | Prinzenstraße 97                                 |  |               | |
|      | Jonas Rosenfeld                                                   | Dresdener Straße 15                              |  |               | |
|      | Arthur Rosenow                                                    | Graefestraße 3                                   |  |               | Arthur Rosenow, geboren am 12. September 1894 in Angermünde, Beruf laut Vermögenserklärung Kaufmann, arbeitete zuletzt als Schweißer bei der Güterabfertigung am Schlesischen Bahnhof, lebte seit 1939 bis Januar 1943 in einem Zimmer einer sog. „Judenwohnung“ der Eheleute Isidor und Jenny Bukofzer im dritten Stockwerk; Unterschrift der Vermögenserklärung am 6. August 1943; Deportation am 7. Dezember 1943 von Berlin nach Auschwitz-Birkenau mit dem 47. Osttransport, ebenda ermordet. |
|      | Georg Rosenstock                                                  | Yorckstraße 60                                   |  | 22. März 2014 | |
|      | Helene Rosenstock                                                 | Yorckstraße 60                                   |  | 22. März 2014 | |
|      | Erna Rosenthal                                                    | Jakobikirchstraße 3                              |  | 7. Mai 2024   | [ 156 ] |
|      | Eugenie Rosenthal                                                 | Jakobikirchstraße 3                              |  | 7. Mai 2024   | [ 157 ] |
|      | Eva Frida Rosenthal                                               | Kottbusser Damm 7                                |  | 26. Nov. 2018 | |
|      | Felix Rosenthal                                                   | Jakobikirchstraße 3                              |  | 7. Mai 2024   | [ 158 ] |
|      | Harry Rosenthal                                                   | Jakobikirchstraße 3                              |  | 7. Mai 2024   | [ 159 ] |
|      | Hermann Rosenthal                                                 | Admiralstraße 19                                 |  |               | |
|      | Johanna Rosenthal                                                 | Solmsstraße 24                                   |  | 23. März 2021 | |
|      | Steffi Rosenthal                                                  | Jakobikirchstraße 3                              |  | 7. Mai 2024   | [ 160 ] |
|      | Werner Horst Rosenthal                                            | Kottbusser Damm 7                                |  | 26. Nov. 2018 | |
|      | Meta Rosin                                                        | Prinzessinnenstraße 21–24                        |  | 19. Aug. 2006 | |
|      | Josef Baruch Rossbach                                             | Friedrichstraße 34                               |  | 4. Sep. 2018  | |
|      | Mindel Rossbach                                                   | Friedrichstraße 34                               |  | 4. Sep. 2018  | |
|      | Lotte Rotholz                                                     | Axel-Springer-Straße 50                          |  |               | |
|      | Siegbert Rotholz                                                  | Axel-Springer-Straße 50                          |  |               | |
|      | Charlotte Rothschild                                              | Yorckstraße 89                                   |  | 19. Aug. 2006 | |
|      | Georg Rothschild                                                  | Yorckstraße 89                                   |  | 27. März 2008 | Stolperstein eingeweiht am 4. April 2008 |
|      | Jenny Rothschild                                                  | Wassertorstraße 1                                |  | 19. Aug. 2006 | |
|      | Jenny Ruben                                                       | Stallschreiberstraße 12                          |  | 28. März 2013 | Jenny Blumenthal, verheiratete Ruben, geboren am 19. Februar 1867 in Bärwalde, Kreis Neustettin; wohnte seit ca. 1935 als Witwe in der Stallschreiberstraße 12; am 21. August 1942 mit dem 47. Alterstransport (I/49) nach Theresienstadt deportiert; dort ist er am 25. Februar 1943 gestorben; als Todesursache wurde Herzschwäche angegeben. |
|      | Jakob Rubenstein                                                  | Fürbringerstraße 18                              |  | 16. Nov. 2015 | |
|      | Ruth Rubenstein                                                   | Fürbringerstraße 18                              |  | 16. Nov. 2015 | |
|      | Gert Rücker                                                       | Ritterstraße 99 (Ecke Prinzenstraße)             |  |               | |
|      | Else Ruhemann                                                     | Yorckstraße 89                                   |  | 27. März 2008 | Stolperstein eingeweiht am 4. April 2008 |
|      | Kurt Ruhemann                                                     | Yorckstraße 89                                   |  | 27. März 2008 | Stolperstein eingeweiht am 4. April 2008 |
|      | Martha Sachs                                                      | Oppelner Straße 2                                |  | 12. Mai 2016  | |
|      | Else Sack                                                         | Skalitzer Straße 5                               |  |               | |
|      | Moritz Sack                                                       | Skalitzer Straße 5                               |  |               | |
|      | Berta Salomon                                                     | Paul-Lincke-Ufer 7                               |  |               | Geboren als Berta Marcus am 14. Januar 1893 in Znin. Am 3. März 1943 mit dem 33. Osttransport nach Auschwitz deportiert und dort ermordet. Ein neuerer Stolperstein für Berta Salomon liegt in der Ratiborstraße 7. |
|      | Berta Salomon                                                     | Ratiborstraße 7                                  |  | 5. Aug. 2011  | Geboren als Berta Marcus am 14. Januar 1893 in Znin. Am 3. März 1943 mit dem 33. Osttransport nach Auschwitz deportiert und dort ermordet. Ein älterer Stolperstein für Berta Salomon liegt (wohl irrtümlich) am Paul-Lincke-Ufer 7. |
|      | Charlotte Salomon                                                 | Prinzenstraße 23                                 |  | 27. März 2010 | |
|      | Hermann Salomon                                                   | Prinzenstraße 23                                 |  | 27. März 2010 | |
|      | Margarete Salomon                                                 | Willibald-Alexis-Straße 42                       |  | 28. März 2013 | Margarete Salomon, geboren am 13. September 1929 in Berlin; war zuletzt im Baruch Auerbachschen Waisenhaus in der Schönhauser Allee 162 untergebracht; am 29. November 1942 mit dem 23. Osttransport nach Auschwitz deportiert und dort ermordet. |
|      | Sigmund Salomon                                                   | Ratiborstraße 7                                  |  | 5. Aug. 2011  | |
|      | Ilona Salzmann                                                    | Dieffenbachstraße 45                             |  |               | |
|      | Paula Schaefer                                                    | Graefestraße 91                                  |  | 2. Dez. 2005  | |
|      | Rolf Schaefer                                                     | Graefestraße 91                                  |  | 2. Dez. 2005  | |
|      | Selma Schaefer (beschriftet als Selma Schäfer)                    | Graefestraße 91                                  |  |               | |
|      | Walter Schaefer                                                   | Graefestraße 91                                  |  | 2. Dez. 2005  | Der ursprünglich verlegte Stein (Abb.) wurde Mitte 2012 entfernt; am 28. März 2013 wurde ein neuer Stein verlegt. |
|      | Abraham Schäfer                                                   | Markgrafenstraße 19a                             |  | 4. Sep. 2018  | |
|      | Frieda Rachel Schäfer                                             | Markgrafenstraße 19a                             |  | 4. Sep. 2018  | |
|      | Martha Scharff                                                    | Gitschiner Straße 71 (Ecke Prinzenstraße)        |  | 20. Aug. 2010 | |
|      | Werner Scharff                                                    | Gitschiner Straße 71 (Ecke Prinzenstraße)        |  | 20. Aug. 2010 | |
|      | Wilhelm Scheer                                                    | Muskauer Straße 51                               |  | 19. Nov. 2008 | Willy Scheer, Maler, lernte 1943 den illegal in Berlin lebenden Hamburger Kommunisten Franz Jacob kennen. Auf dessen Anregung beschaffte er mit seinem Freund Gustav Basse eine Druckmaschine und stellte sie in seiner Maler-Werkstatt auf. Als Anfang Juli 1944 die Verhaftungswelle gegen die Saefkow-Jacob-Bästlein-Organisation einsetzte, ging Willy Scheer in die Illegalität. Mitte Juli 1944 wurde er festgenommen, vom Volksgerichtshof zum Tode verurteilt und am 6. November 1944 in Brandenburg-Görden hingerichtet. |
|      | Selma Scheffler (falsch beschriftet als Fanny Scheffler)          | Köpenicker Straße 8a                             |  |               | Selma Fabian, verheiratete Scheffler, geboren am 29. Juni 1870 in Märkisch Friedland; am 31. August 1942 mit dem 53. Alterstransport (I/55) nach Theresienstadt deportiert; Er ist dort am 15. September 1942 gestorben; als Todesursache wurde Gastroenteritis angegeben. |
|      | Marie Scheibe                                                     | Waldemarstraße 42                                |  |               | |
|      | Regina Rebeka Schenk                                              | Görlitzer Straße 67                              |  | 10. Apr. 2024 | (Auszug)...Regina Schenk war davor zunächst geschützt, weil sie in einer sogenannten „privilegierten Mischehe“ lebte – ihr Mann war nichtjüdisch. Hermann Schenk verstarb jedoch 1938 an Krebs. Um sich dem Zugriff der Gestapo zu entziehen, lebte Regina Schenk seit 1942/43 unangemeldet im etwa 50 km östlich von Berlin gelegenen Dahmsdorf-Müncheberg. Im Oktober 1944 wurde sie dennoch verhaftet. Von Berlin wurde sie am 8. Dezember 1944 mit dem sogenannten „114. Alterstransport“ ins Konzentrationslager Theresienstadt deportiert, erlebte aber die Befreiung im Mai 1945. ... |
|      | Cilla Schiffmann                                                  | Skalitzer Straße 100                             |  | 7. Juni 2019  | |
|      | Josef Schiffmann                                                  | Skalitzer Straße 100                             |  | 7. Juni 2019  | |
|      | Kurt Schiftan                                                     | Köpenicker Straße 183                            |  | 11. Mai 2011  | |
|      | Karl Schippa                                                      | Ratiborstraße 2                                  |  | 28. März 2013 | Karl Schippa, geboren am 24. November 1890; arbeitete bei der Reichsbahn in Schneidemühl; seit 1916 Mitglied der SPD und des Eisenbahnerverbands; im November 1918 Mitglied des örtlichen Arbeiter- und Soldatenrats; 1921 nach einem Streik im Reichsbahn-Ausbesserungswerk als Rädelsführer entlassen; später hauptamtlicher Gewerkschaftssekretär der Landarbeitergewerkschaft in Meseritz; Tätigkeit beim Landesarbeitsamt Brandenburg, dort 1933 wegen seiner politischen Aktivitäten entlassen; zog nach Berlin; am 1. Mai 1945, dem Vortag der Kapitulation der Reichshauptstadt, wurde er vor dem Haus Tempelhofer Ufer 34 von SS-Männern erschossen, weil er sowjetischen Verwundeten geholfen hatte. Der Stolperstein wurde auf Initiative der Berliner Eisenbahn- und Verkehrsgewerkschaft (EVG) verlegt. |
|      | Hermann Schipper                                                  | Reichenberger Straße 127 (Ecke Ohlauer Straße)   |  | 16. Nov. 2015 | |
|      | Paula Schipper                                                    | Reichenberger Straße 127 (Ecke Ohlauer Straße)   |  | 16. Nov. 2015 | |
|      | Henriette Schlesinger                                             | Wartenburgstraße 16                              |  | 2. Dez. 2005  | |
|      | Channe Schnurmacher (falsch beschriftet als Channe Schumacher)    | Oranienstraße 207                                |  |               | Channe Davidsohn, verheiratete Schnurmacher, geboren am 10. Juni 1869 in Konitz; war Geschäftsinhaberin; am 31. August 1942 mit dem 53. Alterstransport (I/55) nach Theresienstadt deportiert; Dort ist sie am 1. November 1942 gestorben; als Todesursache wurde Gastroenteritis angegeben. |
|      | Frida Schoenberner                                                | Hagelberger Straße 26                            |  |               | Frida Schoenberner, geboren am 11. August 1888, Vater: Berliner Superintendent Reinhold Schoenberner, Bruder: Franz Schoenberner; Sekretärin beim Bund Deutscher Bodenreformer; Bombenangriff auf ihr Haus sowie kurz aufeinander erfolgter Tod ihrer Mutter und ihrer Schwester Dora; daraufhin Nervenzusammenbruch; von der Familie in ein Sanatorium gebracht; von dort nach Meseritz-Obrawalde verschleppt und am 12. April 1944 ermordet. |
|      | Julius Schoeps                                                    | Hasenheide 54                                    |  | Juni 2009     | |
|      | Käte Schoeps                                                      | Hasenheide 54                                    |  | Juni 2009     | |
|      | Friedrich Schulmeister                                            | Oranienstraße 207                                |  |               | |
|      | Selma Schumme                                                     | Bevernstraße 3                                   |  |               | |
|      | Martha Schwerin                                                   | Oranienstraße 66                                 |  |               | |
|      | Paul Schwerin                                                     | Oranienstraße 66                                 |  |               | |
|      | Fritz Schwersenz                                                  | Reichenberger Straße 133                         |  |               | |
|      | Julius Schwersenz                                                 | Reichenberger Straße 133                         |  |               | |
|      | Minna Schwersenz                                                  | Reichenberger Straße 133                         |  |               | |
|      | Joseph Seehak                                                     | Willibald-Alexis-Straße 5                        |  | 12. Nov. 2016 | |
|      | Alfried Seligmann                                                 | Blücherstraße 18                                 |  | 20. März 2007 | geboren am 6. November 1897 in Gilgenburg; wohnte in Wittenberg und Berlin, Blücherstraße 18; Arbeiter; Deportation am 1. November 1941 mit dem 4. Osttransport ins Getto Litzmannstadt; Unterkunft in Alexanderhofstraße 39/2; im Getto an unbekanntem Tag verstorben. |
|      | Elfriede Seligmann                                                | Blücherstraße 18                                 |  | 20. März 2007 | geboren am 24. Januar 1899 in Gilgenburg; wohnte in Wittenberg und Berlin, Blücherstraße 18; Deportation am 1. November 1941 mit dem 4. Osttransport ins Getto Litzmannstadt; Unterkunft in Alexanderhofstraße 39/2; im Getto an unbekanntem Tag verstorben. |
|      | Gertrud Seligmann                                                 | Blücherstraße 18                                 |  | 20. März 2007 | geboren am 25. Mai 1893 in Exin als Gertrud Salomon; wohnte in Wittenberg und Berlin, Blücherstraße 18; Deportation am 1. November 1941 mit dem 4. Osttransport ins Getto Litzmannstadt; Unterkunft in Alexanderhofstraße 39/2; im Getto an unbekanntem Tag verstorben. |
|      | Johanna Seligmann                                                 | Blücherstraße 18                                 |  | 20. März 2007 | geboren am 26. Oktober 1922 in Jüterbog; wohnte in Wittenberg und Berlin, Blücherstraße 18; Deportation am 1. November 1941 mit dem 4. Osttransport ins Getto Litzmannstadt; Unterkunft in Alexanderhofstraße 39/31; heiratete am 7. Dezember 1941 Alfred Lehmann; am 14. April 1943 im Getto verstorben. |
|      | Wilhelm Selke                                                     | Ritterstraße 109                                 |  | 19. Nov. 2008 | |
|      | Max Sellheim                                                      | Naunynstraße 1 (Ecke Manteuffelstraße)           |  | Juni 2009     | |
|      | Fritz Siedentopf                                                  | Willibald-Alexis-Straße 15                       |  |               | Friedrich Siedentopf, geboren am 14. April 1908 in Güsten, Kreis Bernburg; Schlosser; lebte seit Anfang der 1930er Jahre in Berlin; Mitglied der Uhrig-Gruppe; am 28. August 1944 im Zuchthaus Brandenburg-Görden durch das Fallbeil hingerichtet. |
|      | Henriette Silberberg                                              | Schleiermacherstraße 11                          |  |               | |
|      | Moritz Silberblatt                                                | Oranienstraße 120                                |  |               | Ein weiterer Stolperstein für Moritz Silberblatt befindet sich in Wilmersdorf in der Trautenaustraße 18. |
|      | Bertha Silberstein                                                | Freiligrathstraße 4                              |  | 28. Aug. 2021 | |
|      | Hermann Silberstein                                               | Johanniterstraße 21 (gegenüberliegende Seite)    |  | 19. Nov. 2008 | wohnte Planufer 26 (Haus existiert nicht mehr) bei Herbert Weinberg; Stolperstein eingeweiht am 26. November 2008; der 2000. in Berlin verlegte Stolperstein. |
|      | Lilly Silberstein                                                 | Schleiermacherstraße 14                          |  | 28. Aug. 2021 | |
|      | Max Silberstein                                                   | Freiligrathstraße 4                              |  | 12. Juli 2019 | |
|      | Selma Silberstein                                                 | Blücherstraße 61B                                |  |               | |
|      | Walter Silberstein                                                | Freiligrathstraße 4                              |  | 28. Aug. 2021 | |
|      | Fritz Simon                                                       | Mariannenstraße 23                               |  |               | |
|      | Gerda Simon-Süssmann                                              | Lobeckstraße 45                                  |  | 11. Mai 2023  | |
|      | Ulrich Simon-Süssmann                                             | Lobeckstraße 45                                  |  | 11. Mai 2023  | |
|      | Arthur Sommerfeld                                                 | Oranienstraße 72                                 |  |               | |
|      | Gerda Sommerfeld                                                  | Oranienstraße 72                                 |  |               | |
|      | Hulda Sommerfeld                                                  | Oranienstraße 72                                 |  |               | |
|      | Irene Sommerfeld                                                  | Erkelenzdamm 25                                  |  | 19. Aug. 2006 | |
|      | Albert Sorauer                                                    | Oranienstraße 207                                |  |               | Albert Sorauer, geboren am 9. Mai 1876 in Posen; gemeinsam mit seiner Frau Martha am 3. Oktober 1942 mit dem 3. Großen Alterstransport (I/71) nach Theresienstadt deportiert; dort am 5. Mai 1943 gestorben. |
|      | Martha Sorauer                                                    | Oranienstraße 207                                |  |               | Martha Lewin, geboren am 28. August 1886 in Posen; Ehefrau von Albert Sorauer; gemeinsam mit ihrem Mann am 3. Oktober 1942 mit dem 3. Großen Alterstransport (I/71) nach Theresienstadt deportiert; von dort wurde er am 16. Mai 1944 mit Transport Ea nach Auschwitz-Birkenau deportiert und dort ermordet. |
|      | Karl Spicker                                                      | Graefestraße 5                                   |  | 7. Mai 2001   | Karl Spicker, 1899 in einer Familie mit jüdischen Wurzeln geboren, war Mitglied des Leninbundes – einer wenig einflussreichen, ultralinken Abspaltung der KPD. Der Berliner Verband wurde von Kurt Deutsch geleitet. Nach dessen Flucht im Februar 1934 in die USA übernahm Spicker diese Funktion. Nach Zeugenaussagen war er auch der Verfasser der ab Sommer 1934 verbreiteten drei Schriften des Leninbunds, die jeweils in einer Auflage von 40 bis 60 Exemplaren erschienen. Am 9. November 1935 wurde Karl Spicker, im NS-Jargon „der staatenlose Jude Dagobert Kleppel“ genannt, verhaftet. Der Volksgerichtshof bestrafte ihn mit zwei Jahren Zuchthaus. Danach wurde er ausgewiesen und seine Spur verliert sich in Polen. Vermutlich wurde Karl Spicker nach 1940 bei einer der vielen NS-Terroraktionen ermordet. |
|      | Irma Springer                                                     | Friedrichstraße 244                              |  | [ 192 ]       | |
|      | Ruth Beatrice Springer                                            | Friedrichstraße 244                              |  |               | [ 193 ] |
|      | Hans Isidor Stark                                                 | Markgrafenstraße 83                              |  | 2. Juni 2017  | |
|      | Jacob Stark                                                       | Markgrafenstraße 83                              |  | 2. Juni 2017  | |
|      | Max Dieter Stark                                                  | Markgrafenstraße 83                              |  | 2. Juni 2017  | |
|      | Pauline Stark                                                     | Markgrafenstraße 83                              |  | 2. Juni 2017  | |
|      | Herbert Stein                                                     | Wilhelmstraße 12                                 |  | 10. Mai 2025  | |
|      | Jenny Stein (falsch beschriftet als „geb. Arnheim“)               | Hornstraße 23                                    |  |               | Jenny Stein, geboren am 21. Oktober 1888 in Bad Polzin in Pommern unter dem Namen Arnhelm; zwei jüngere Schwestern, Charlotte (* 21. Dezember 1892) und Gertrud (* 1. August 1898), sowie einen Bruder mit Namen Max; zu unbekannten Zeitpunkt zogen die Schwestern nach Berlin; Heirat; zwei Kinder: Hildegard und Edgar Stein; Familie Stein war vor der Zeit des Nationalsozialismus relativ wohlhabend; verwitwet; Zwangsarbeiterin; mit ihren Schwestern wurde ihr eine Einzimmerwohnung im Judenhaus Hornstraße 23 zugewiesen; vermutlich Ende Februar 1943 im Zuge der Fabrikaktion direkt am Arbeitsplatz verhaftet; mit dem 31. Osttransport am 1. März 1943 nach Auschwitz verschleppt und dort ermordet; ihre Kinder emigrierten rechtzeitig nach Palästina. |
|      | Ludwig Stein                                                      | Wilhelmstraße 12                                 |  | 10. Mai 2025  | [ 27 ] |
|      | Valerie Stein                                                     | Wilhelmstraße 12                                 |  | 10. Mai 2025  | [ 27 ] |
|      | Margot Steinberg                                                  | Tempelherrenstraße 3                             |  |               | |
|      | Henny Steiner                                                     | Dresdener Straße 128                             |  | 16. Nov. 2009 | |
|      | Ottomar Steiner                                                   | Dresdener Straße 128                             |  | 16. Nov. 2009 | |
|      | Greta Steinmesser                                                 | Lausitzer Straße 31                              |  | 16. Mai 2006  | |
|      | Joachim Steinmesser                                               | Lausitzer Straße 31                              |  | 16. Mai 2006  | |
|      | Ludwig Steinmesser                                                | Lausitzer Straße 31                              |  | 16. Mai 2006  | |
|      | Thea Steinmesser                                                  | Lausitzer Straße 31                              |  | 16. Mai 2006  | |
|      | Hanna Stensch                                                     | Bevernstraße 6                                   |  |               | |
|      | Hans Friedrich Stensch                                            | Bevernstraße 6                                   |  |               | |
|      | Alfred Stern                                                      | Jakobikirchstraße 3                              |  | 7. Mai 2024   | [ 196 ] |
|      | Heinz Stern                                                       | Jakobikirchstraße 3                              |  | 7. Mai 2024   | |
|      | Helga Susi Stern                                                  | Fontanepromenade 5                               |  |               | |
|      | Ida Stern                                                         | Fontanepromenade 5                               |  |               | |
|      | Ignaz Stern                                                       | Fontanepromenade 5                               |  |               | |
|      | Lina Stern                                                        | Jakobikirchstraße 3                              |  | 7. Mai 2024   | [ 197 ] |
|      | Moritz Stern                                                      | Johanniterstraße 6                               |  | 17. Mai 2006  | |
|      | Tana Stern                                                        | Reichenberger Straße 181                         |  | 2. Dez. 2005  | |
|      | Arnold Stillmann                                                  | Stallschreiberstraße 49                          |  | 23. Juni 2015 | |
|      | Gertrud Sultan                                                    | Oranienstraße 66                                 |  |               | |
|      | Käthe Sultan                                                      | Oranienstraße 66                                 |  |               | |
|      | Kurt Sultan                                                       | Oranienstraße 66                                 |  |               | |
|      | Samuel Sultan                                                     | Oranienstraße 66                                 |  |               | |
|      | Stanislaus Szczygielski                                           | Cuvrystraße 12                                   |  | 19. Nov. 2008 | |
|      | Gertrud Tannchen                                                  | Dieffenbachstraße 54                             |  |               | |
|      | Ignatz Tannenbaum                                                 | Naunynstraße 60                                  |  | 31. Aug. 2023 | (Auszug)… Ignatz Tannenbaum kam 1909 in Berlin zur Welt, besuchte bis 1925 die Realschule in der Mariannenstraße und absolvierte dann eine Lehre als Kaufmann in einer Herrenkleiderfabrik in Mitte, wo er auch anschließend als kaufmännischer Angestellter beschäftigt war. Ignatz Tannenbaum war sportbegeistert und gehörte dem Handball-Team von Bar Kochba Berlin an, dem 1898 gegründeten ersten jüdischen Sportverein des deutschen Kaiserreichs. Ignatz und Lotte Tannenbaum verließen Berlin Anfang September 1938 und reisten nach Argentinien, wo sie sich in Buenos Aires niederließen. |
|      | Lotte Tannenbaum                                                  | Naunynstraße 60                                  |  | 31. Aug. 2023 | |
|      | Max Tarrasch                                                      | Marheinekeplatz 4                                |  |               | |
|      | Deborah Tawrigowski genannt Friedländer                           | Naunynstraße 91 (Ecke Audre-Lorde-Straße)        |  | Dez. 2002     | „Noch vor Weihnachten war Debora zu uns gezogen. Das Pendeln zwischen dem Strausberger Platz und der Naunynstraße war eine unnötige Last. Es war eins dieser Berliner Zimmer, die nur ein Fenster in der äußersten Ecke haben, unseres lag zum Hof hinaus. Da der Raum fast von allen vier Seiten eingebaut war, kühlte er im Winter nicht so schnell aus. Doch so um Weihnachten wurde es in diesem Zimmer ungemütlich, wenn es nicht geheizt wurde. ‚Wo willst du schlafen, Bora? Du darfst es dir aussuchen: im Bett oder auf der Chaiselongue?‘ Wir einigten uns: Sie wählte die Chaiselongue. Unsere Schlafplätze befanden sich links und rechts neben dem Ofen, der in einer Ecke stand. Jeden zweiten Tag wurden darin ein paar Kohlen verbrannt, dann streckten wir unser Füße aus, um sie in Ofennähe zu wärmen.“ – Späte Notizen von Vera Friedländer |
|      | Else Teske                                                        | Wiener Straße 33                                 |  |               | |
|      | Johann ‘Rukeli’Trollmann                                          | Fidicinstraße 2                                  |  | 1. Juli 2010  | Der Stein liegt vor dem früheren Eingang zum Sommergarten der Bockbrauerei, wo am 9. Juni 1933 der Titelkampf zwischen Trollmann und Adolf Witt um die Deutsche Meisterschaft im Weltergewicht stattfand. Trollmann wurde deutscher Meister; acht Tage später wurde ihm der Titel aus rassistischen Gründen aberkannt. Ebenfalls hier wurde am 21. Juli 1933 der Mittelgewichtskampf gegen Gustav Eder ausgetragen, in dem Trollmann verpflichtet war, nach „deutscher Art“ zu boxen und entsprechend verlor. Weitere Stolpersteine befinden sich vor Trollmanns Geburtshaus in Hannover und in Hamburg vor dem historischen Flora-Theater. |
|      | Cornelis van der Want                                             | Alte Jakobstraße 134                             |  | 8. Okt. 2023  | (Auszug)… Im März 1943 wurde das Haus in der Alten Jakobstraße 134 bei einem Bomberangriff der Alliierten zerstört. Josefa, Cornelis, ihr Sohn Peter und Stephanie zogen nach Bromberg (heute Bydgoszcz / Polen), wohin Cornelis bestellt wurde, um eine Dienstverpflichtung als Bühnenarbeiter zu erfüllen. In Bromberg wurden Cornelis und Josefa im November 1944 von der Gestapo wegen „Abhörens von feindlichen Sendern“ verhaftet. Möglicherweise waren aber ihre sogenannte „Mischehe“ und Cornelis Verbindungen zu Widerstandsgruppen ausschlaggebend. Beide kamen ins Konzentrationslager Stutthof. |
|      | Josefa van der Want                                               | Alte Jakobstraße 134                             |  | 8. Okt. 2023  | |
|      | Peter van der Want                                                | Alte Jakobstraße 134                             |  | 8. Okt. 2023  | |
|      | Milda Voß                                                         | Ritterstraße 33 (Ecke Jakobikirchstraße)         |  |               | |
|      | Paul Voß                                                          | Ritterstraße 33 (Ecke Jakobikirchstraße)         |  |               | |
|      | Elly Wagner                                                       | Wrangelstraße 127                                |  | 27. März 2010 | |
|      | Gertrud Wagner                                                    | Kottbusser Damm 36                               |  | 12. Juli 2019 | |
|      | Henriette Wagner                                                  | Alexandrinenstraße 117                           |  |               | |
|      | Willy Wagner                                                      | Kottbusser Damm 36                               |  | 12. Juli 2019 | |
|      | Michael Walter                                                    | Prinzenstraße 97                                 |  | 17. Mai 2006  | Gastwirt; von 1927 bis 1932 Inhaber und Wirt des Schwulenlokals Cosy Corner (vormals Nosters Restauration) in der Zossener Straße 7, das um 1930 ein Stammlokal von Christopher Isherwood, W. H. Auden und Klaus Mann war; kam am 20. Juni 1940 wegen Vergehen nach § 175 in Schutzhaft ins KZ Sachsenhausen und starb dort zehn Tage später, offiziell an Lungenentzündung. |
|      | Erna Wedell                                                       | Großbeerenstraße 82                              |  | 15. Okt. 2014 | |
|      | Martin Wedell                                                     | Großbeerenstraße 82                              |  | 15. Okt. 2014 | |
|      | Ida Weile                                                         | Planufer 90                                      |  |               | geboren am 3. April 1872 im oberschlesischen Löwen als Ida Krakauer; Kauffrau; wohnte Planufer 89 / 90; Deportation am 1. November 1941 mit dem 4. Osttransport ins Getto Litzmannstadt; Unterkunft in Alexanderhofstraße 47/52; am 9. Mai 1942 ins Vernichtungslager Kulmhof verbracht und dort ermordet. |
|      | Herbert Weinberg                                                  | Johanniterstraße 21 (gegenüberliegende Seite)    |  | 19. Nov. 2008 | wohnte Planufer 26 (Haus existiert nicht mehr); Stolperstein eingeweiht am 26. November 2008 |
|      | Lesser Weinberg                                                   | Johanniterstraße 21 (gegenüberliegende Seite)    |  | 19. Nov. 2008 | Vater von Herbert Weinberg und Lilly Ascher; wohnte Planufer 26 (Haus existiert nicht mehr) bei seinem Sohn; Stolperstein eingeweiht am 26. November 2008. |
|      | Martha Weinberg                                                   | Johanniterstraße 21 (gegenüberliegende Seite)    |  | 19. Nov. 2008 | Mutter von Herbert Weinberg und Lilly Ascher; wohnte Planufer 26 (Haus existiert nicht mehr) bei ihrem Sohn; Stolperstein eingeweiht am 26. November 2008. |
|      | Werner Weinberg                                                   | Marheinekeplatz 8                                |  |               | |
|      | Willi Weinberg                                                    | Marheinekeplatz 8                                |  |               | |
|      | Margarete Weinert                                                 | Bergmannstraße 97                                |  | 9. Apr. 2019  | |
|      | Flora Weiss                                                       | Stresemannstraße 49 / 57                         |  |               | |
|      | Theodor Weiss                                                     | Oranienstraße 129                                |  | 6. Apr. 2022  | |
|      | Paula Wendt                                                       | Lausitzer Platz 10                               |  | 26. Apr. 2014 | Paula Wendt versteckte in ihrer Einzimmer-Wohnung auch das verfolgte jüdische Ehepaar Gertrude und Werner Scharff. 1944 schloss sich Paula Wendt der von Werner Scharff gegründeten Widerstandsgruppe Gemeinschaft für Frieden und Aufbau an und verteilte deren Flugblätter. Im Oktober 1944 wurde sie verhaftet und in das „Arbeitserziehungslager“ Fehrbellin verschleppt. Paula Wendt wurde für ihre Unterstützung untergetauchter jüdischer Menschen und für ihren aktiven Widerstand gegen das Nazi-Regime am 18. August 2004 durch die Holocaust-Gedenkstätte Yad Vashem, Israel, gemeinsam mit ihrer Schwester Ida Röscher, als „Gerechte unter den Völkern“ geehrt. |
|      | Natalie Tawrigowski genannt Friedländer, geb. Luft, verh. Wilhelm | Naunynstraße 91 (Ecke Audre-Lorde-Straße)        |  | Dez. 2002     | „Großmutters Laden: Natalie Tawrigowski genannt Friedländer, Schreib- und Papierwaren. Das war eine Fundgrube für ein kleines Mädchen. Viel Betrieb war nicht, Großmutter konnte ohne Hast bedienen, und es störte sie nicht, wenn ich hinter dem Tresen saß und die riesigen, die für mich riesigen Kartons aus dem Regal zog, um ihren Inhalt aus- und einzuräumen. Alles war mir erlaubt. Sie verbot mir nie etwas. Ich durfte die Kartons zwischen den Tresen und das Regal zerren, so daß Großmutter darüber hinwegsteigen mußte, um an die Bleistifte oder die Glückwunschkarten heranzukommen. Es kam auch vor, daß ich gerade sortierte, was sie suchte. Auch das störte sie nicht. Ich reichte ihr, was sie brauchte, und alles war in Ordnung.“ aus: Späte Notizen von Vera Friedländer |
|      | Max Wilk                                                          | Gneisenaustraße 101                              |  |               | |
|      | Klara Winkler                                                     | Adalbertstraße 72                                |  |               | |
|      | Arthur Wolf                                                       | Kottbuser Straße 13                              |  | 22. März 2014 | |
|      | Benno Wolf                                                        | Hornstraße 6                                     |  | 29. Juli 2005 | |
|      | Bianka Wolf                                                       | Kottbuser Straße 13                              |  | 22. März 2014 | |
|      | Käte Wolf                                                         | Kottbuser Straße 13                              |  | 22. März 2014 | |
|      | Erna Wolff                                                        | Heimstraße 23                                    |  | 22. März 2014 | |
|      | Emma Wolff                                                        | Carl-Herz-Ufer 23                                |  | 12. Nov. 2016 | |
|      | Friederike Wolff                                                  | Carl-Herz-Ufer 23                                |  | 12. Nov. 2016 | |
|      | Hermann Wolff                                                     | Riemannstraße 4                                  |  | 19. Nov. 2008 | |
|      | Emma Wolffheim                                                    | Wrangelstraße 92                                 |  | 27. März 2010 | |
|      | Margarete Wollmann                                                | Muskauer Straße 38                               |  | 2. Dez. 2005  | |
|      | Ursel Wollmann                                                    | Muskauer Straße 38                               |  | 2. Dez. 2005  | |
|      | Leo Wunsch                                                        | Alexandrinenstraße 31                            |  | 7. Mai 2024   | |
|      | Margarete Wunsch                                                  | Alexandrinenstraße 31                            |  | 7. Mai 2024   | |
|      | Walter Wunsch                                                     | Alexandrinenstraße 30–33                         |  | 20. März 2007 | [ 203 ] |
|      | Margarete Zamory                                                  | Pücklerstraße 17                                 |  | 22. Sep. 2016 | |
|      | Meta Zamory                                                       | Pücklerstraße 17                                 |  | 22. Sep. 2016 | |
|      | Betty Zeiner                                                      | Taborstraße 11                                   |  | 4. Apr. 2022  | |
|      | Eduard Zeiner                                                     | Taborstraße 11                                   |  | 4. Apr. 2022  | |
|      | Franz Willi Zernik                                                | Ritterstraße 36                                  |  | 11. Mai 2023  | (Auszug)... Willi Zernik kam 1881 in Breslau (Schlesien) in einer jüdischen Familie zur Welt. Er erlernte einen kaufmännischen Beruf und zog wahrscheinlich Mitte der 1910er Jahre nach Berlin. 1917 wohnte er in der Ritterstraße 97 und betrieb einige Häuser weiter, in der Ritterstraße 23, seit 1919 eine Lederwaren- und Taschenfabrik... Seit Mitte März 1940 bewohnte Willi Zernik als Untermieter ein Zimmer in der Alten Jakobstraße 171 und war zur Arbeit bei einem Straßenbau- und Holzpflaster-Unternehmen zwangsverpflichtet. Er wurde am 28. März 1942 mit dem sogenannten „11. Osttransport“ nach Piaski deportiert. Hier verliert sich seine Spur. |
|      | Max Ziffer                                                        | Freiligrathstraße 7                              |  |               | |